# Архитектура Бельгии

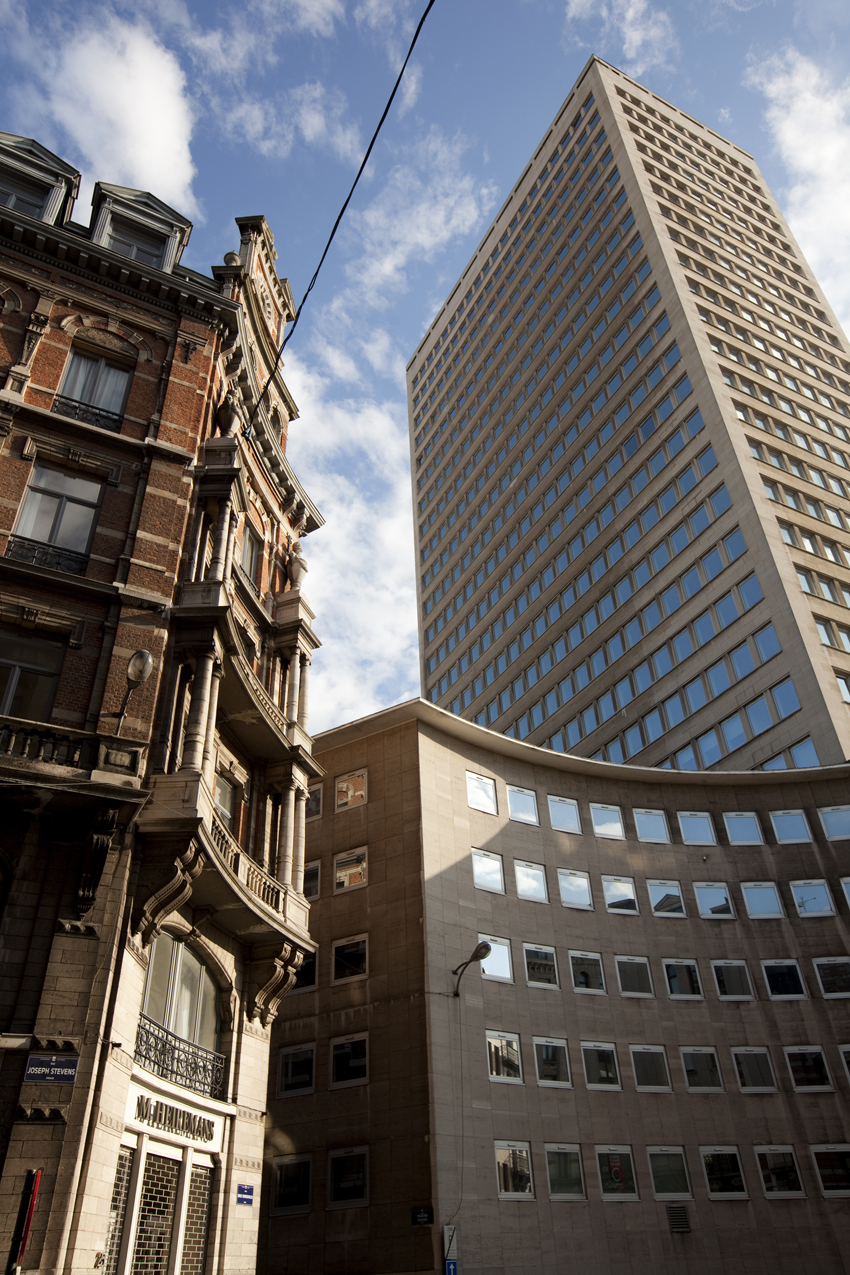
Брюссель.

Архитектура Бельгии (нидерл. Belgische Architectuur, фр. Belge Architecture) — архитектура на территории современного западноевропейского государства Бельгия как составляющая бельгийской культуры, которая активно развивалась до конца XVI века в рамках культуры исторических Нидерландов, имея определенные стадии, как общеевропейские, так и связанные с местными особенностями.

## Исторический контекст
Земли Южных Нидерландов (ныне Бельгия) выработались в значительную культурную и художественную ячейку ещё в эпоху Средневековья.
Практически до конца XVI века культура и искусство Южных Нидерландов было тесно связано с искусством Северных провинций. При этом с эпохи позднего средневековья именно земли Южных Нидерландов (прежде всего - Фландрия и Брабант) занимали лидирующие позиции в области экономического и культурного развития. В эпоху позднего средневековья и ренессанса Брюгге и Антверпен были важнейшими экономическими и культурными центрами европейского масштаба. В ту же эпоху Брюссель был важным политическим центром в бурундуском и габсбургсуком государстве.
Разграничению и национальному обособлению способствовали события Нидерландской буржуазной революции. В 1579 г. семь мятежных провинций Нидерландов в городе Утрехт создали так называемую Республику Семи Объединённых Провинций. Во время войны с Испанией им удалось отстоять свою независимость. Испанские захватчики отомстили убийством 10 000 граждан города Антверпен, что привело к массовой эмиграции в «Объединённые Провинции» с территорий Фландрии, контролируемых Испанией. Вестфальское мирное соглашение 1648 г. признало независимость «Объединённых Провинций», которые стали известны как Голландия. После этих событий художественная культура Бельгии и Голландии окончательно разделилась и каждая пошла собственным путём. В 17 веке Бельгия была удержана в лоне католицизма, а на её искусство имели влияния католические Италия и Испания.

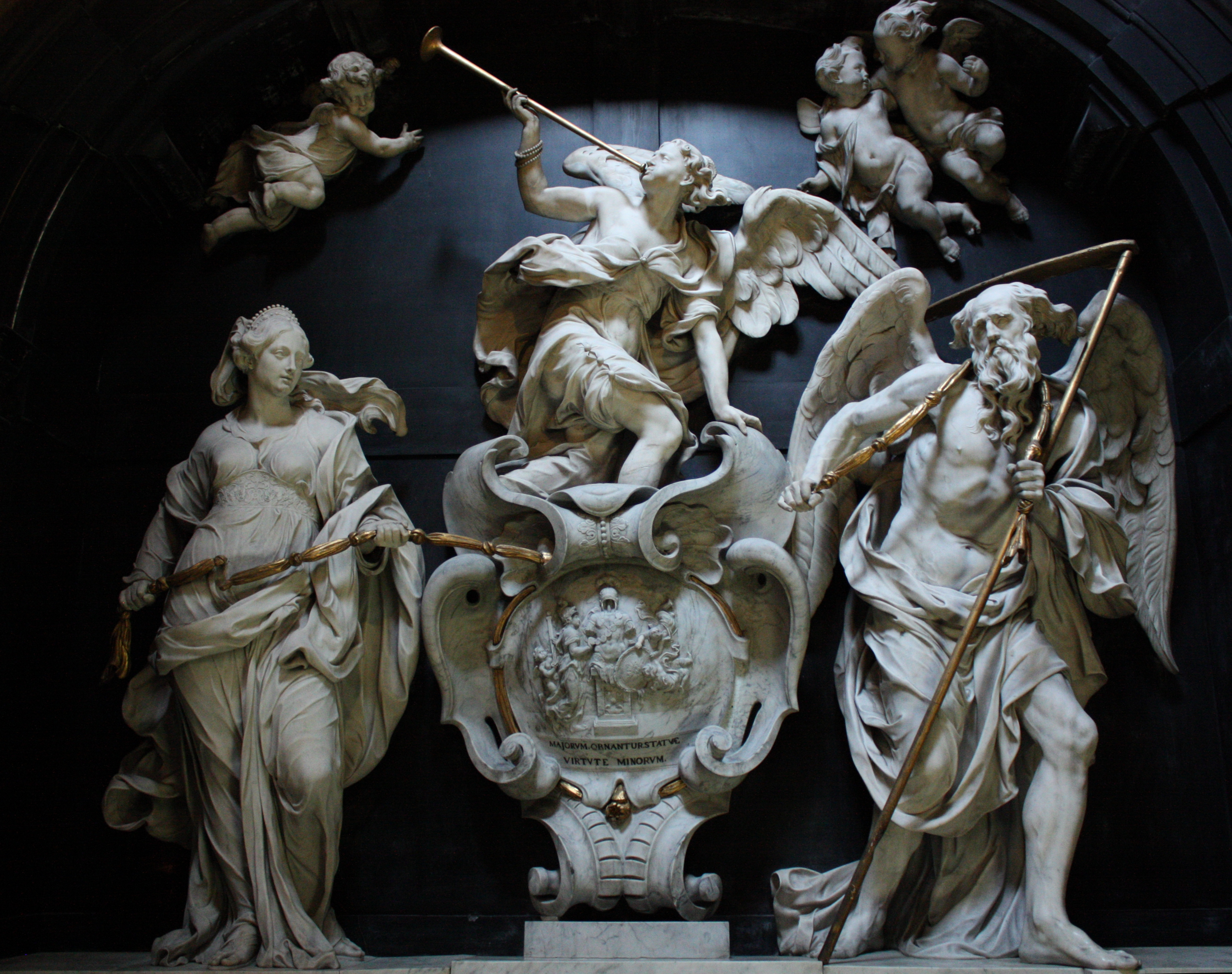
Жером Дюкенуа-младший. Барочная группа, церковь Нотр-Дам дю Саблон, Брюссель

В 1714 году земли Бельгии отошли Австрийской империи. Начался этап компромиссного сочетания воздействий территориально близкой Франции и Австрии с мощными национальными традициями 17 века. Название «фламандские искусство» — неточное и неполное, потому что в языке и культуре фламандцев и валлонцев, крупнейших национальных сообществ страны, есть существенные различия. Страна объявила независимость по результатам так называемой Брабантской революции 1789—1790 гг. Но страну покорили солдаты Наполеона Бонапарта, который авантюрно перекроил карту Европы в попытке создать новую Французскую империю. Лишь буржуазная революция 1830 года предоставила правительству возможность восстановить государственность и создать независимую Бельгию. Бельгийская архитектура прошла таким образом значительный исторический путь и гордится выдающимися достижениями, архитекторами и достопримечательностями, в частности готики, ренессанса, барокко, эклектики, сецессиона и постмодерна.

## Средние века и бургундская эпоха. Романский стиль и готика

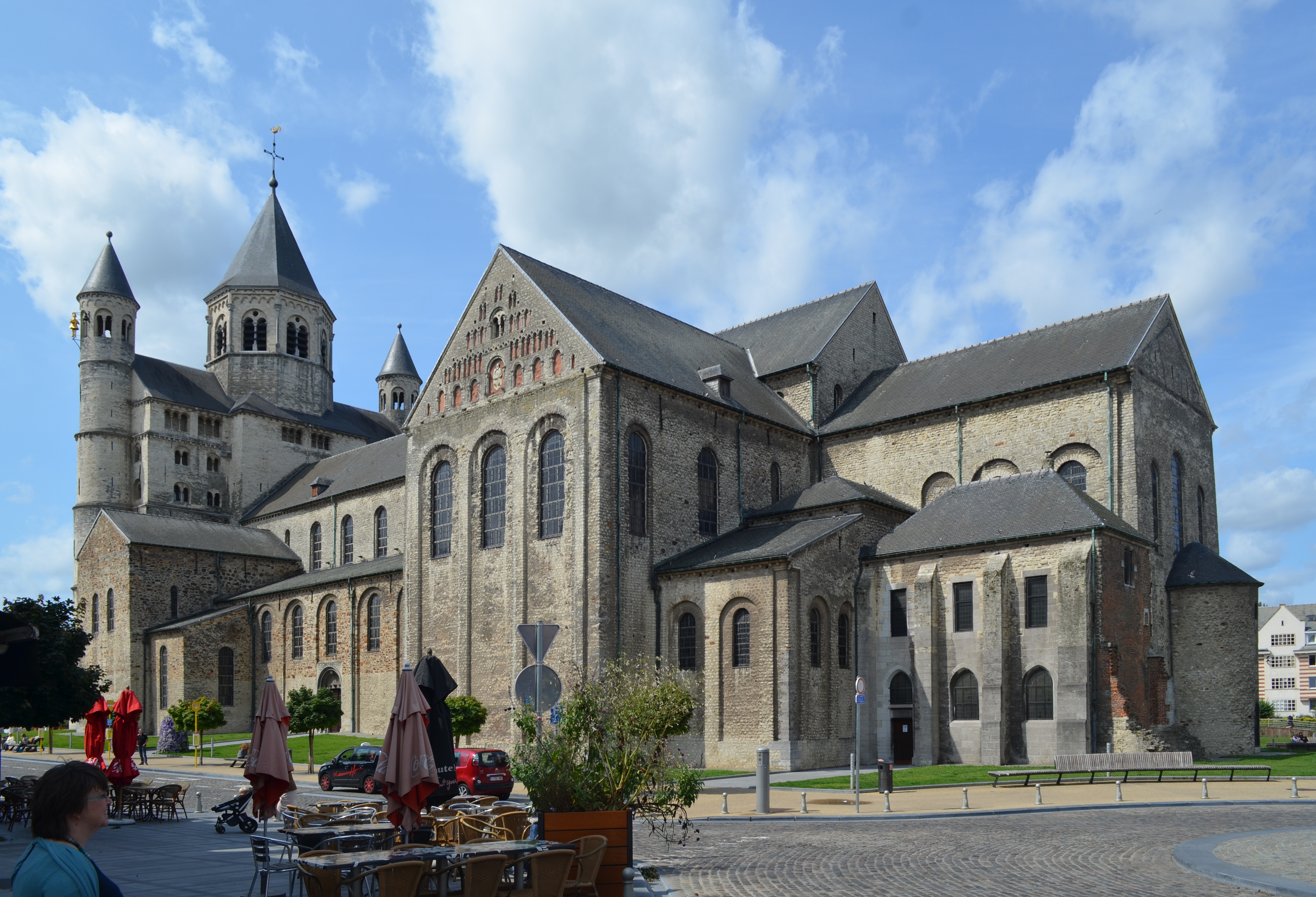
Церковь Святой Гертруды, Нивель

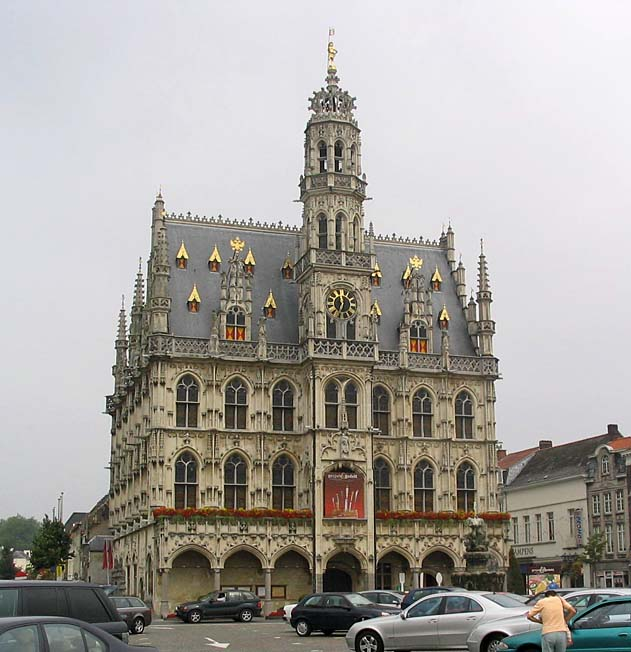
Ратуша и беффруа Ауденарде

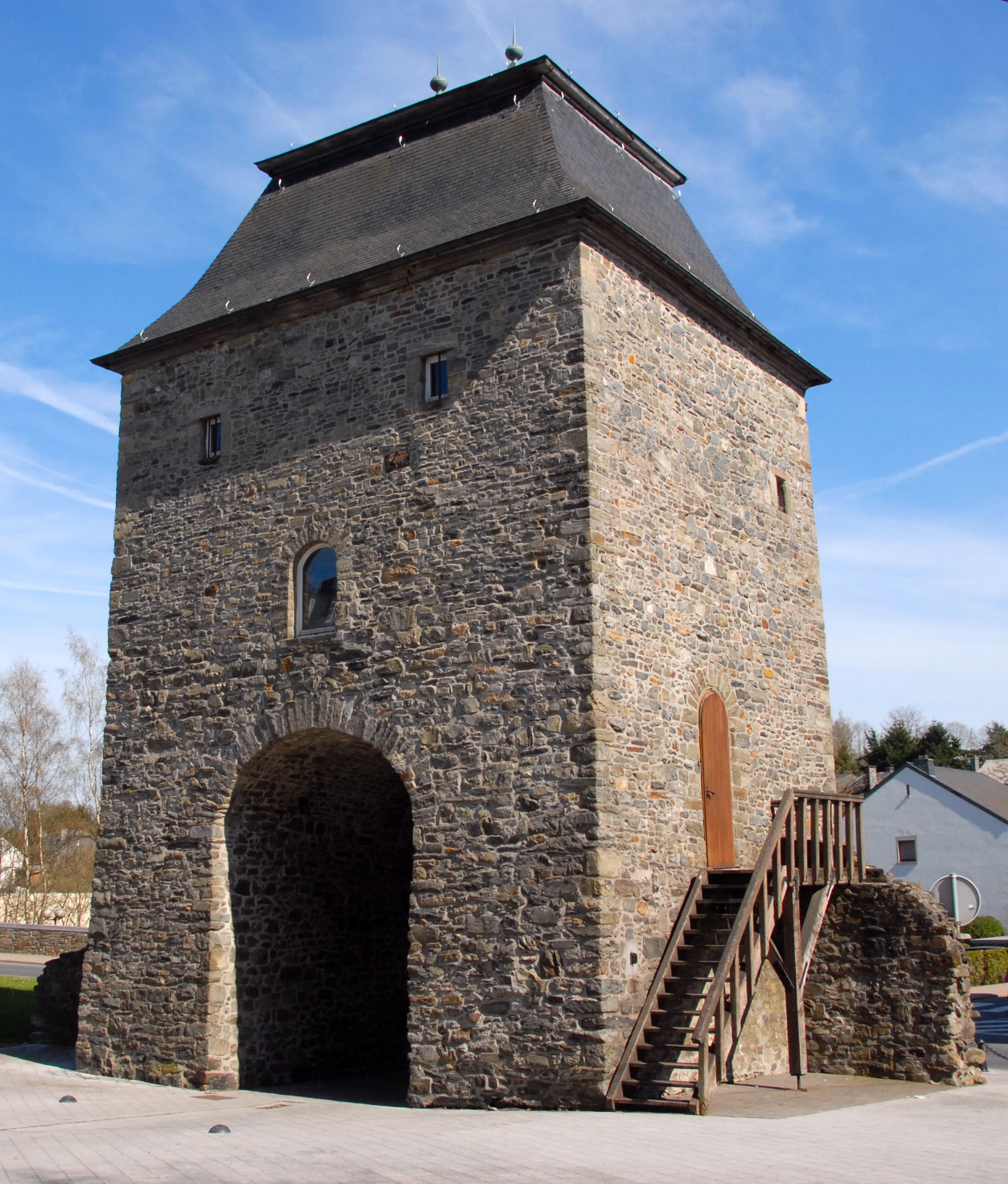
Трирские ворота, Бастонь

Несмотря на то, что территория нынешней Бельгии входила в состав Римской Империи, в Бельгии практически не сохранилось образцов римской архитектуры. Единственное исключение — городская стена Тонгерена. Также на территории страны сохранилось несколько галло-римских земляных погребальных курганов, а частности в Тонгерене и Тинене.
Таким образом, архитектура Бельгии берёт начало в нидерландском средневековом искусстве. В романскую эпоху важнейшим центром культуры и искусства на территории нынешней Бельгии и сопредельных регионов соседних стран (Нидерландов, Германии) стал регион Мааса, где сформировалась мааская школа романского искусства (XI—XIII век). Важными примерами архитектуры маасской школы на территории Бельгии — церковь Святого Варфоломея во Льеже и церковь святой Гертруды в Нивеле.
Другим важным регионом был регион Шельды (в основном на территории Фландрии и Эно). В XII—XIII в Турнэ строится собор Богоматери. Первоначально он строился как романский, но уже в начале XIII века часть собора перестраивается в готическом стиле. Так возникает готика Шельды, которая получает распространение в XIII веке. Важные примеры — церковь Богоматери памельской в Ауденарде, церковь Богоматери в Брюгге и церковь Святого Николая в Генте.
Позднее, в XIII—XV важнейшей архитектурной школой на территории нынешней Бельгии становится брабантская готика, постепенно приобретающая характер пламенеющей готики. Важнейшие примеры брабантской готики — собор Святого Михаила и Святой Гудулы в Брюсселе (XII—XV века), собор Богоматери в Антверпене (1352—1518), собор Христа Спасителя в Брюгге (1239-97), собор Святого Румольда в Мехелене. Помимо культовых, к важнейшим памятникам брабантской готики относятся и светские здания — городские ратуши Брюсселя, Лёвена, Ауденарде.
Помимо этих важнейших архитектурных школ, на территории Бельгии возникали и местные школы, особенности которых зачастую объяснялись не художественными приемами, а используемыми материалами. Характерные примеры — кемпенская готика и демерская готика. Кемпенская готика (историко-географический регион Де-Кемпен) характеризуется использованием кирпича в качестве основного строительного материала, важнейший пример — церковь Святой Екатерины (Катарины) в Хогстратене. Демерская готика (регион реки Демер, историко-географический регион Хагеланд) отличается использованием железистого песчаника. Характерный пример — церковь Святого Сульпития (Сульпиция) в Дисте.
Свидетельствами феодальной эпохи являются сохранившиеся на территории Бельгии средневековые замки, например Замок графов Фландрии в Генте. Не все замки построены в это время, к примеру, Замок Миранда возведён в XIX столетии. О развитии городов в средневековую эпоху помимо упоминавшихся выше городских церквей и ратуш свидетельствую примеры городских оборонительных сооружений, гражданских зданий и объектов инфраструктуры. В качестве важных примеров можно привести сохранившиеся городские ворота и фрагменты городских стен в Мехелене (Брюссельские ворота), Брюсселе (различные фрагменты городских стен, ворота Халле, которые, однако, были очень сильно перестроены в XIX веке), Брюгге (Гентские ворота), Лёвене (фрагменты городских стен и руины оборонительной башни в городском парке), Бастони (Трирские ворота). Из сохранившихся гражданских сооружений заслуживает внимание Госпиталь Святого Иоанна в Брюгге. Характерными гражданскими сооружениями эпохи средневековья во Фландрии и Брабанте (в меньше степени в валлонский землях) являлись городские башни-беффруа и суконные палаты, нередко объединившиеся в одно архитектурное сооружение (например, в Генте и Брюгге). Иногда позднее суконные палаты с беффруа использовались как ратуша, например, в Дендермонде. В некоторых городах сохранились объекты транспортной и торговой инфраструктуры, например мост через Шельду в Турнэ и дом-портовый склад De Spijker в Генте.

## Габсбургская эпоха. Архитектура ренессанса

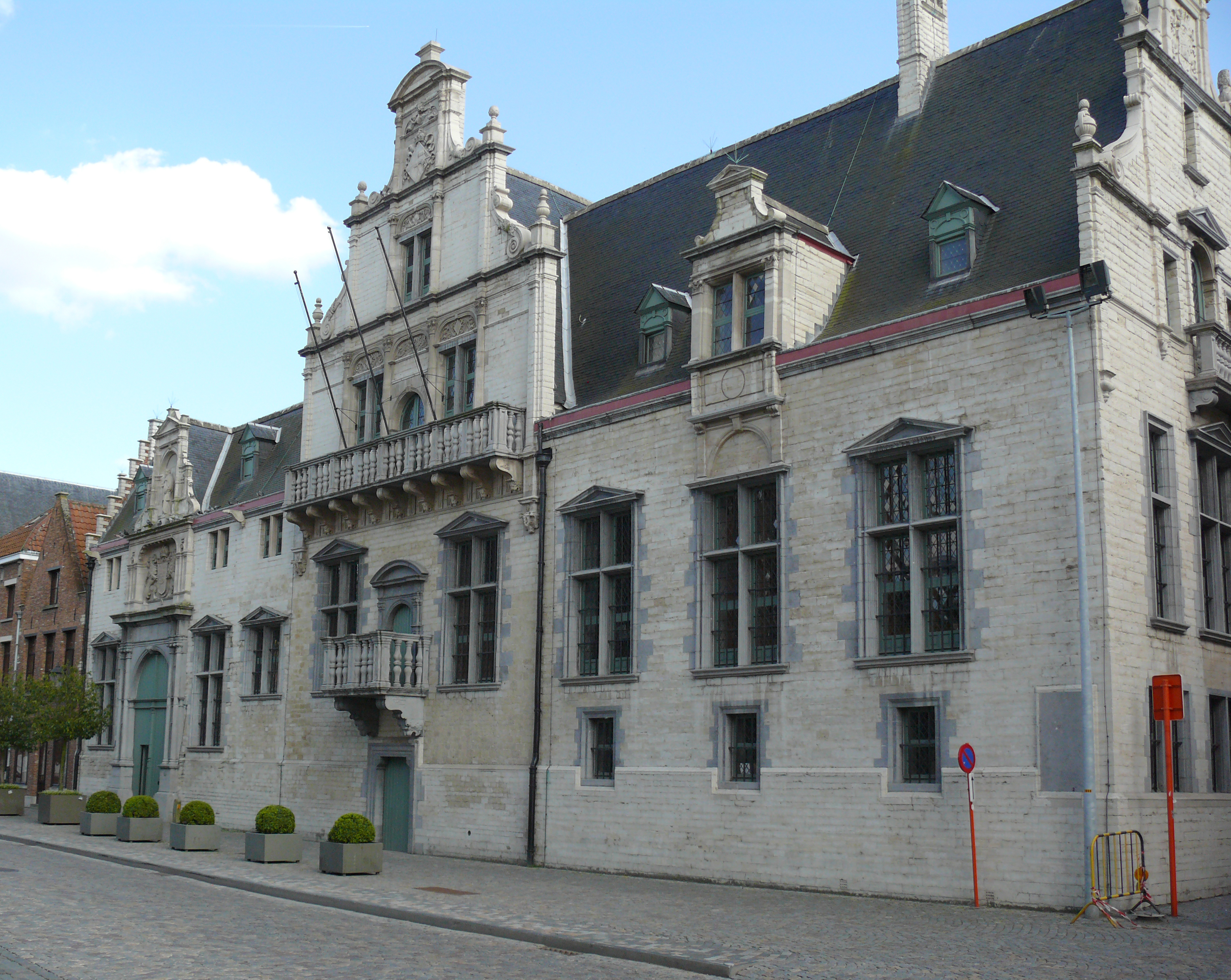
Дворец Маргариты Австрийской (двор Савуа) в Мехелене

В XVI веке на территорию Бельгии проникает искусство ренессанса. Самым ранним примером архитектуры ренессанса в Южных Нидерландах является дворец Маргариты Австрийской (наместницы Нидерландов), построенный в 1507—1527 годах в Мехелене (также известен, как Двор Савуа, ныне — здание суда). Важнейшим образцом архитектуры ренессанса не только в Южных Нидерландах, но и в Нидерландах в целом стала антверпенская ратуша, построенная в 1561—1565 годах архитектором Корнелисом Флорисом. Распространению принципов ренессанса также способствовала публикация архитектурных трактатов, «учебников» и альбомов авторства Корнелиса Флориса, Питера Руке ван Алста, Ганса Вредемана де Вроиса. Тем не менее, внедрение архитектуры ренессанса в Южных Нидерландах протекало медленно, средневековые традиции строительства сохранялись до XVII века..

## Габсбургско-Испанская эпоха. Архитектура фламандского барокко

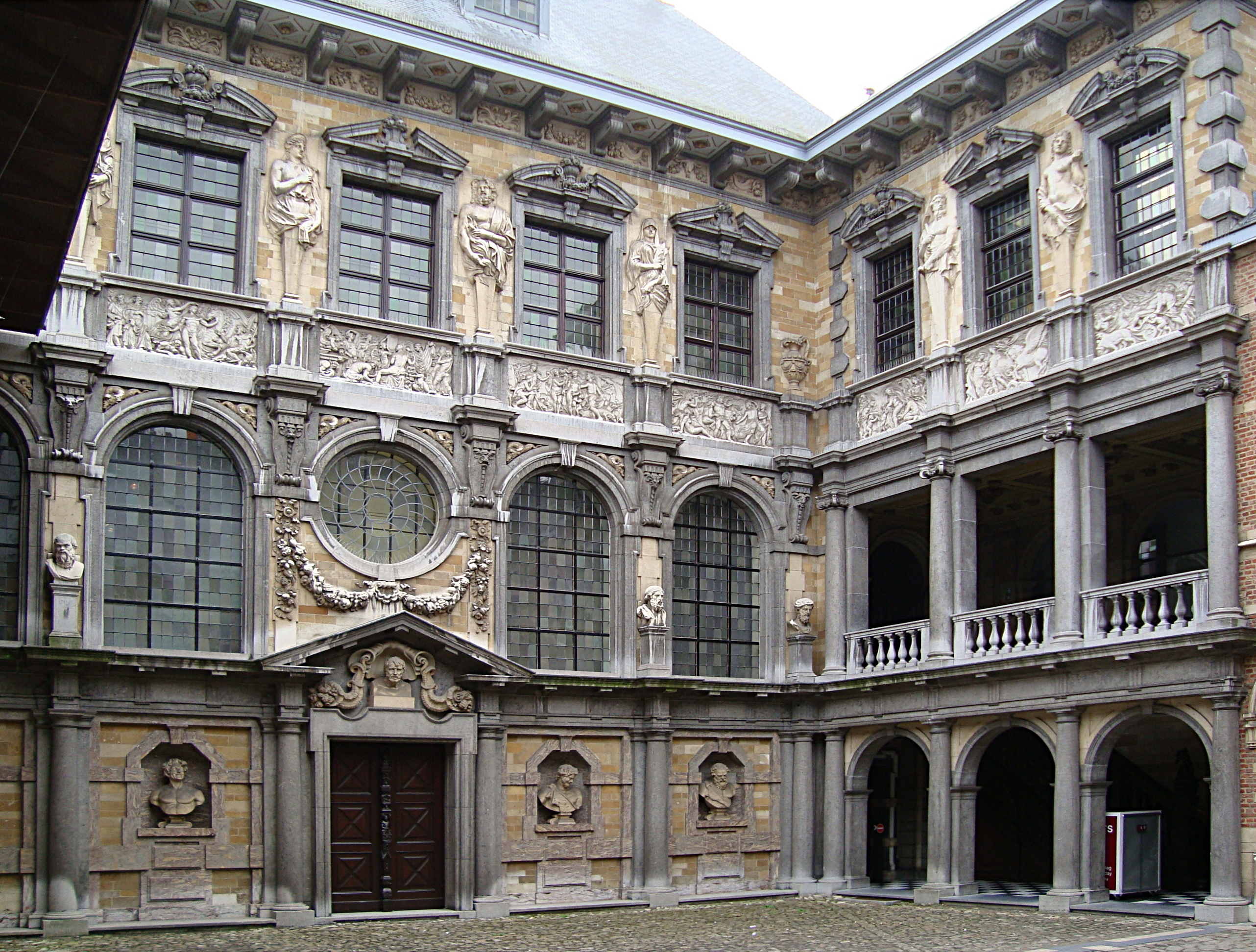
Дом Рубенса в Антверпене

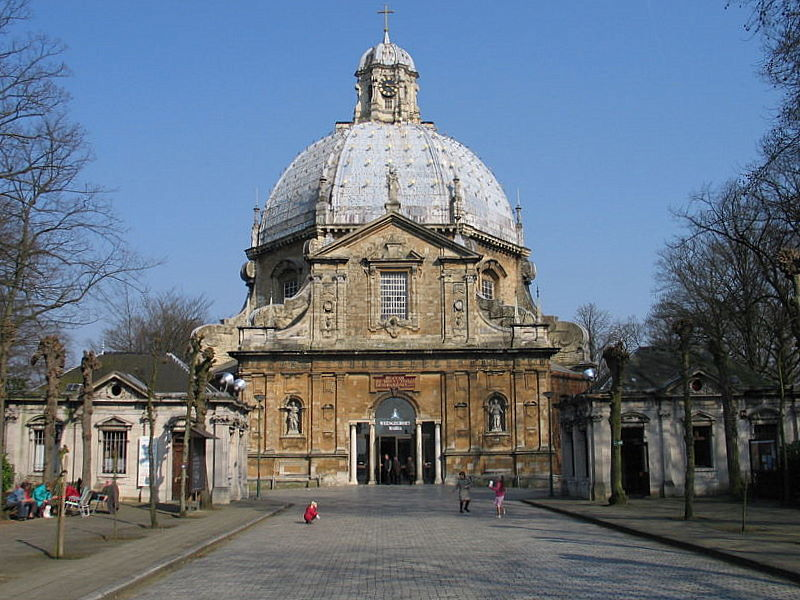
Венцеслав Кобергер, базилика Богородицы в Монтегю, Бельгия

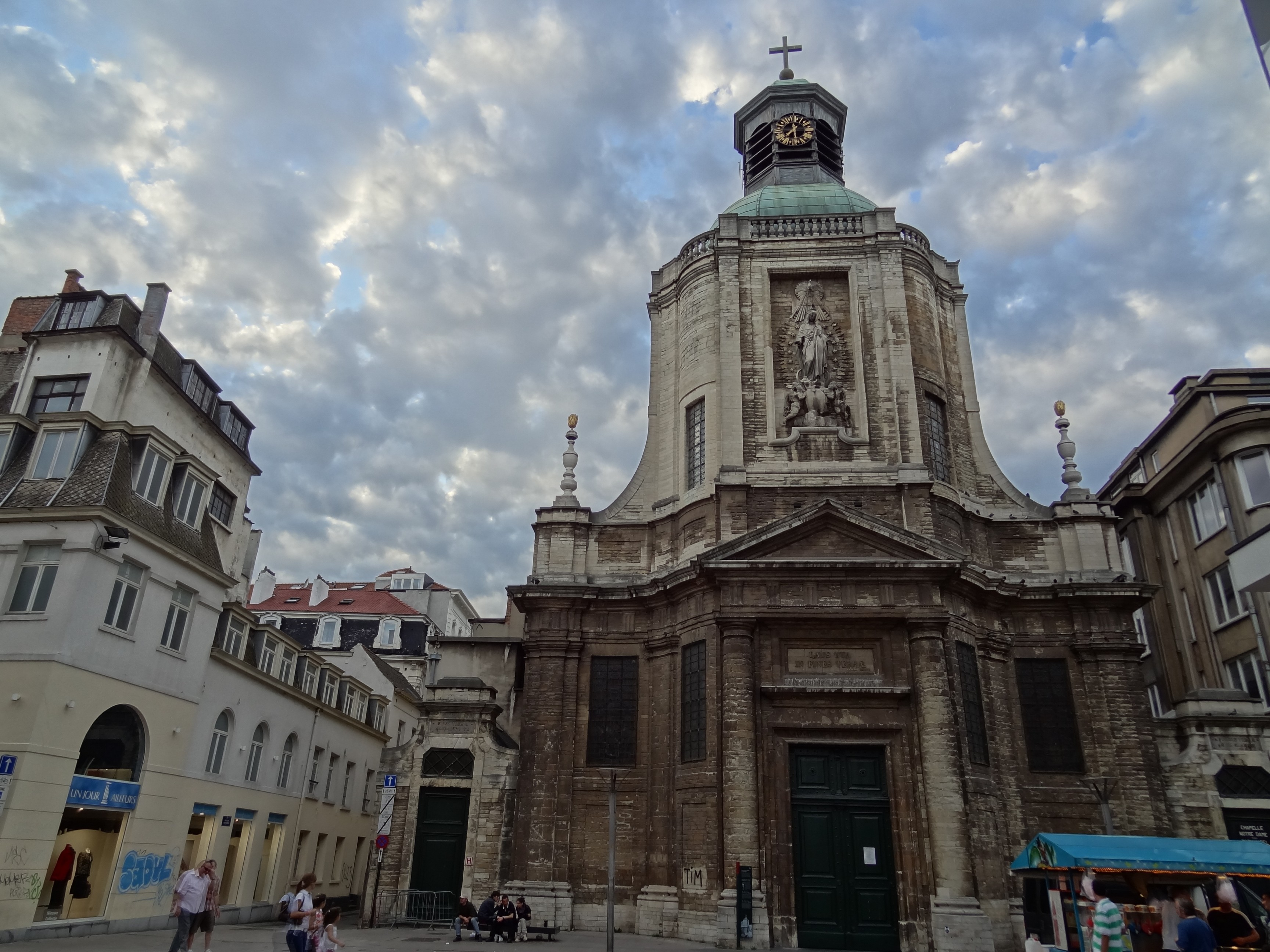
Церковь Онзе-Ливе-Вров ван Финистер, Брюссель

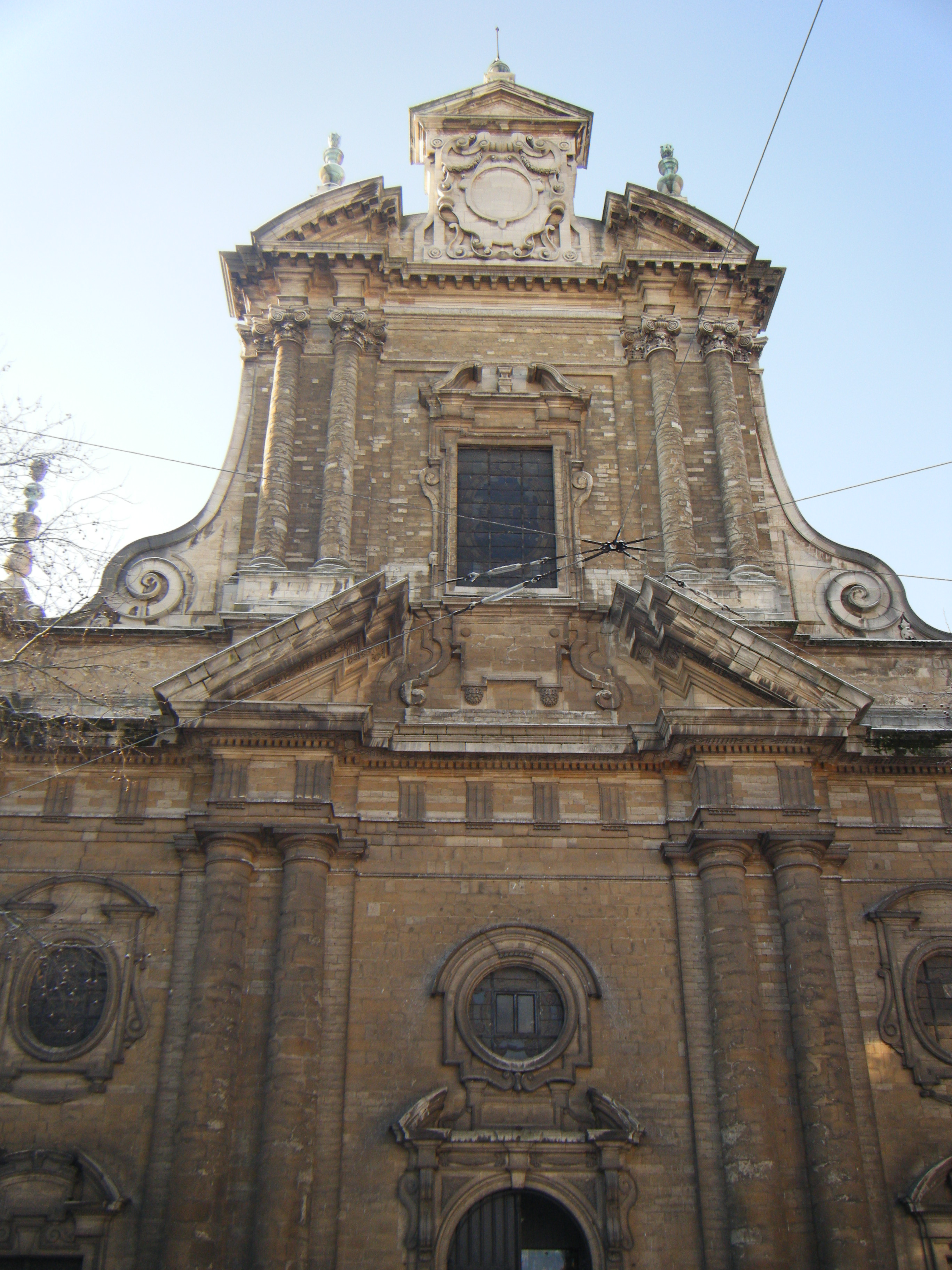
Церковь святой Троицы, Брюссель

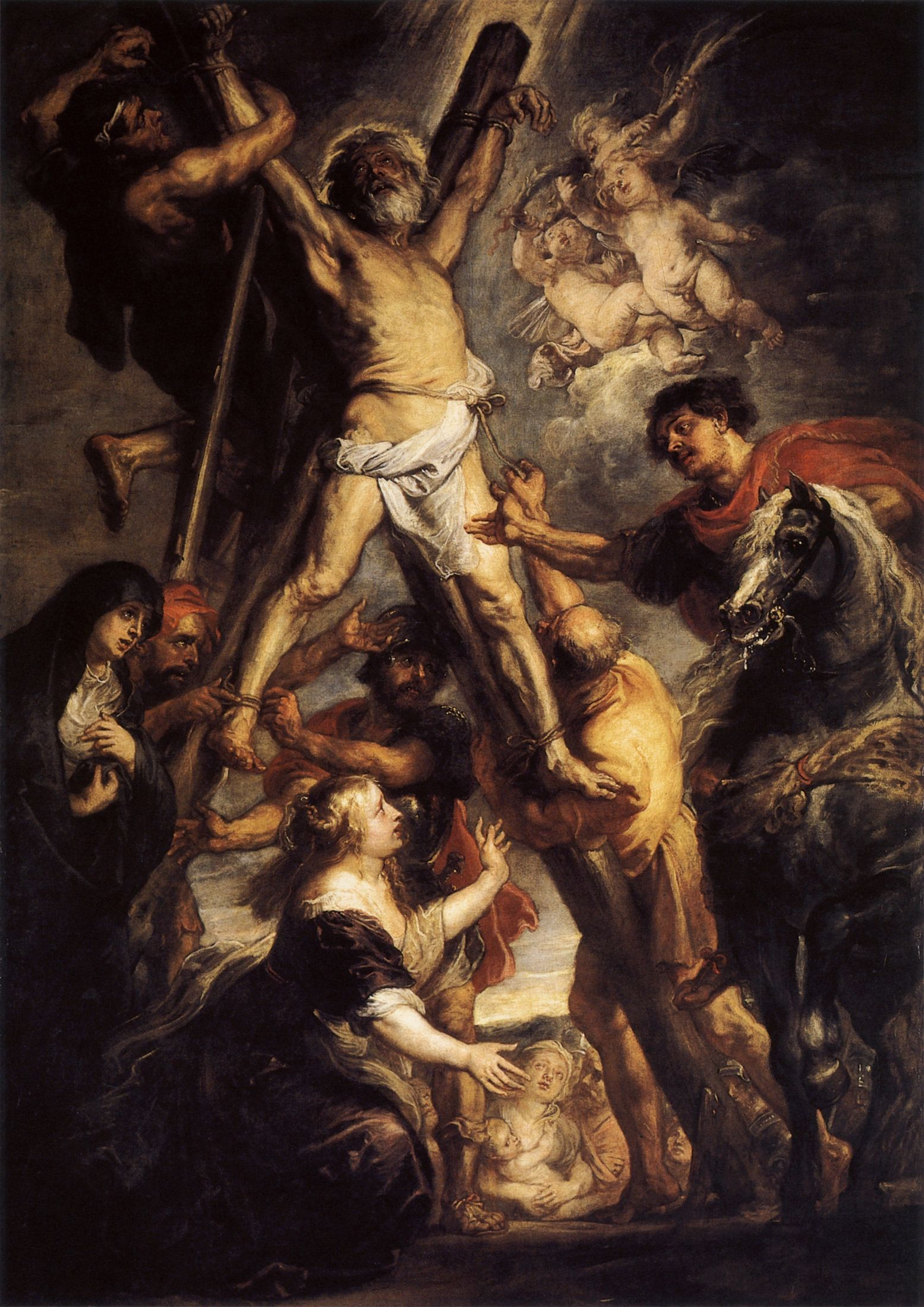
Рубенс. «Мученичество апостола Андрея Первозванного», 1638 г.

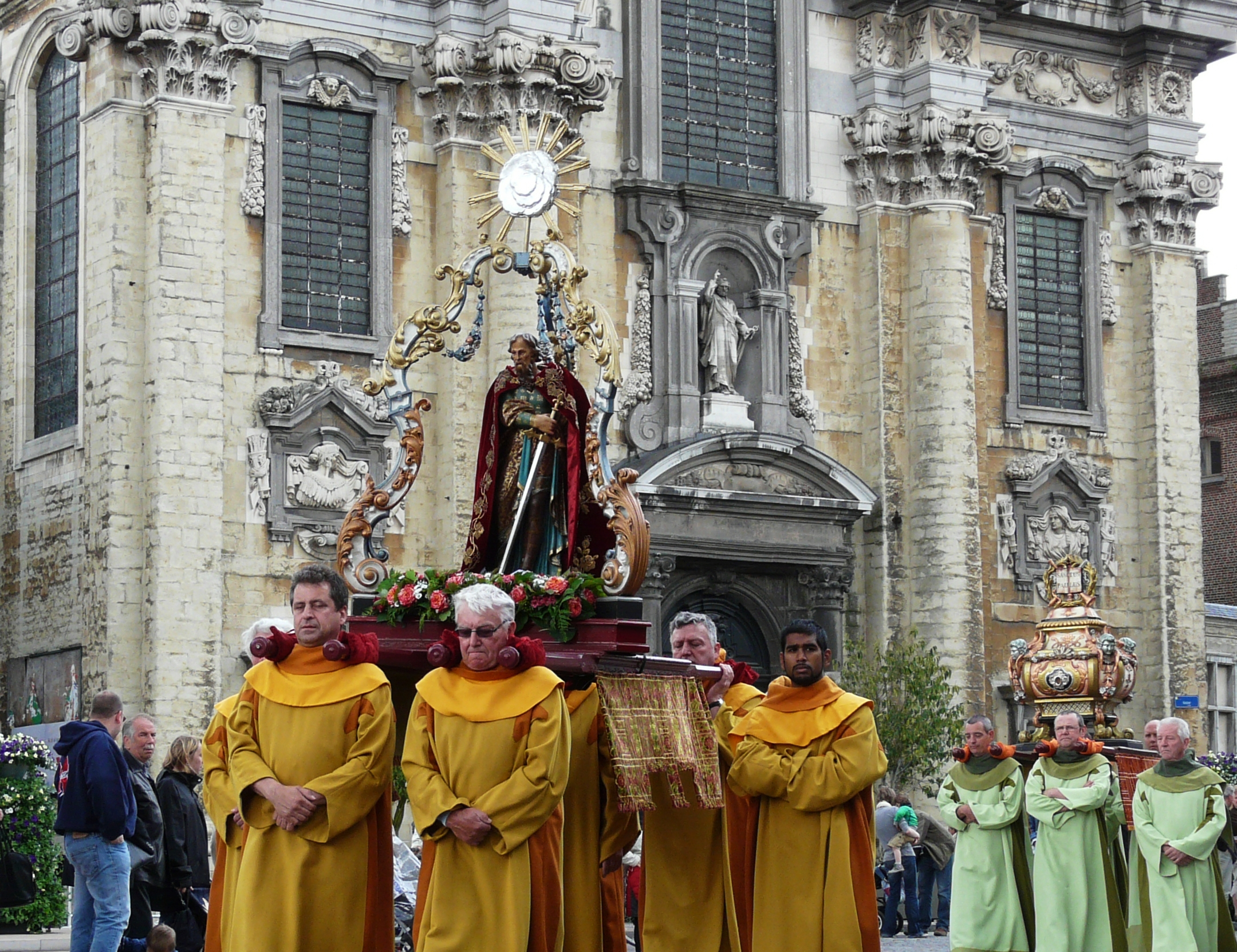
Крестный ход в городе Мехелен.

Архитектура Возрождения представлена многими жилыми и административными сооружениями, в частности ратушей в Антверпене (1561-65). В конце 16 века создается так называемая фламандская школа, которая существовала до конца 18 в. Своеобразная архитектура Бельгии того периода соединила в себе пластику барокко и давно выработанные формы национальной готики (дом гильдий в Брюсселе, дом Рубенса в Антверпене, сакральные сооружения архитекторов В. Кобергера, Ж. Франкара, П. Хейенса, В. Хесиуса и Л. Фрайхербе).
Фламандское барокко в архитектуре имело значительные воздействия иезуитов, которые часто инициировали создание барочных сакральных сооружений или сами выступали архитекторами. Распространение получили трёхнефные базилики с разбитым на три части фасадом. Строили монастыри и госпитали, бегинажи (помещение для женских религиозных обществ), ломбарды, иногда — загородные дворцы. Особенно роскошно разрабатывали фасады, используя весь репертуар архитектурного декора — пилястры и колонны, карнизы, треугольные и лучковые фронтоны, рельефы, волюты, вазы, канделябры. Пышный декор парадного фасада переносили и на интерьеры, которые поражали синтезом искусств: архитектурного декора, скульптуры и живописи, последняя переживала новый расцвет после 16 века.
Готический каркас сакральных сооружений был удачно истолкован архитекторами барокко, превратившись в торжественные, полнокровные композиции. Это были настоящий апофеоз синтеза искусств. Даже использование (якобы сдержанного) классического ордера не мешало покрывать стены и алтари цветным мрамором, золочением, высеченными или резными орнаментами в сопровождении динамичных композиций картин. Роскошно одетая церковь или собор появились почти в каждом большом городе, среди которых -
- церковь иезуитов, Антверпен
- церковь Сен-Жан-Батист-о-Бегинаж (Иоанна Крестителя, Брюссель, 1657—1676)
- церковь Синт-Каролюс-Борромеускерк (Антревпен, 1577—1637)
- церковь Церковь Святого Михаила (Левен, 1601—1690)
- церковь Онзе-ливе-Фрау-ван-Хвансвейк (Мехелен)
- базилика Богородицы в Монтегю.

В барочном стиле исполняли и часовни аристократических семей (часовня семьи Рубенсов в церкве Св. Иакова, Антверпен, портал часовни маркиза Тур-е-Тассис в церкви Нотр-Дам-дю-Саблон, Брюссель).

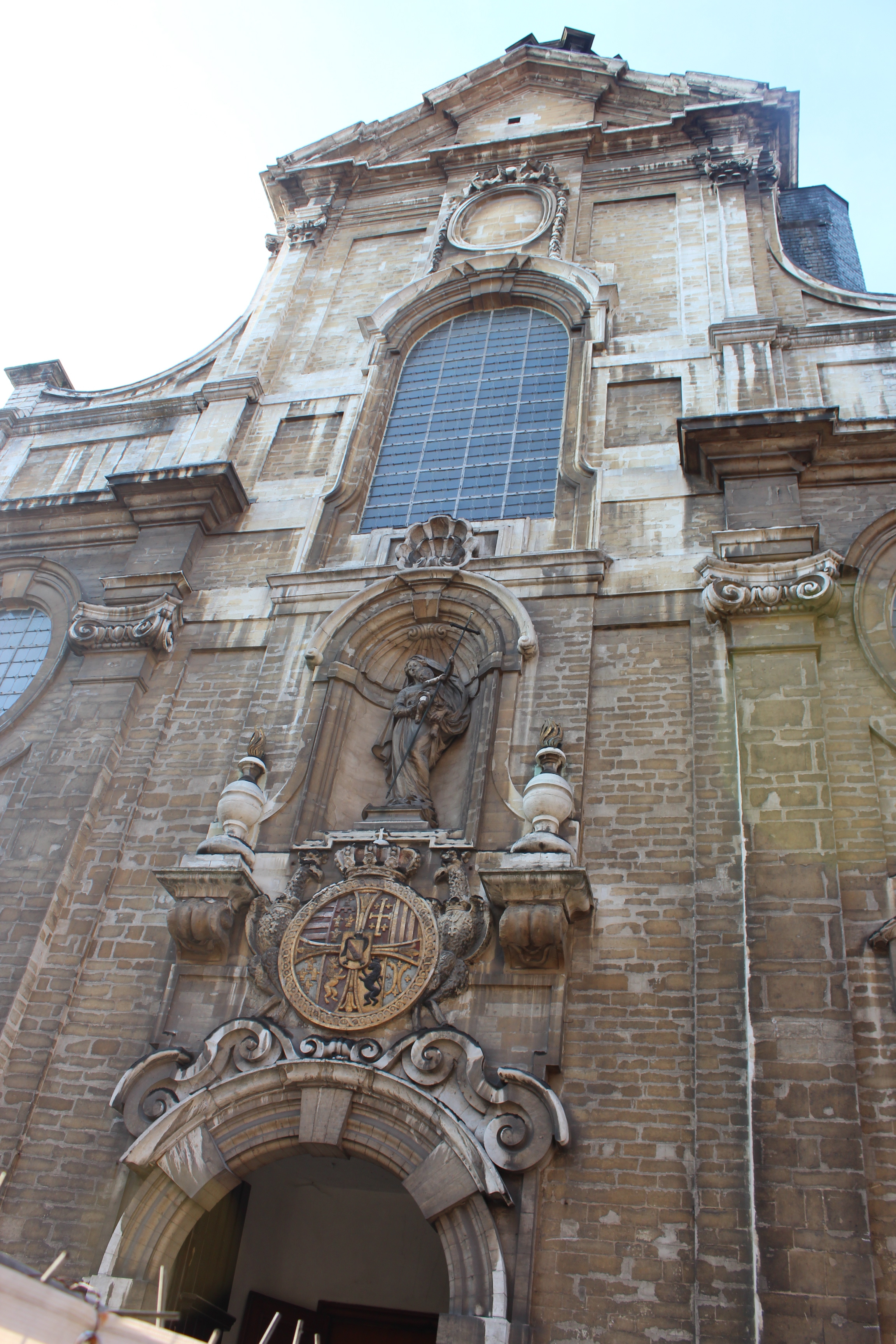
Церковь Нотр-Дам дю Бон Секюрс, Брюссель
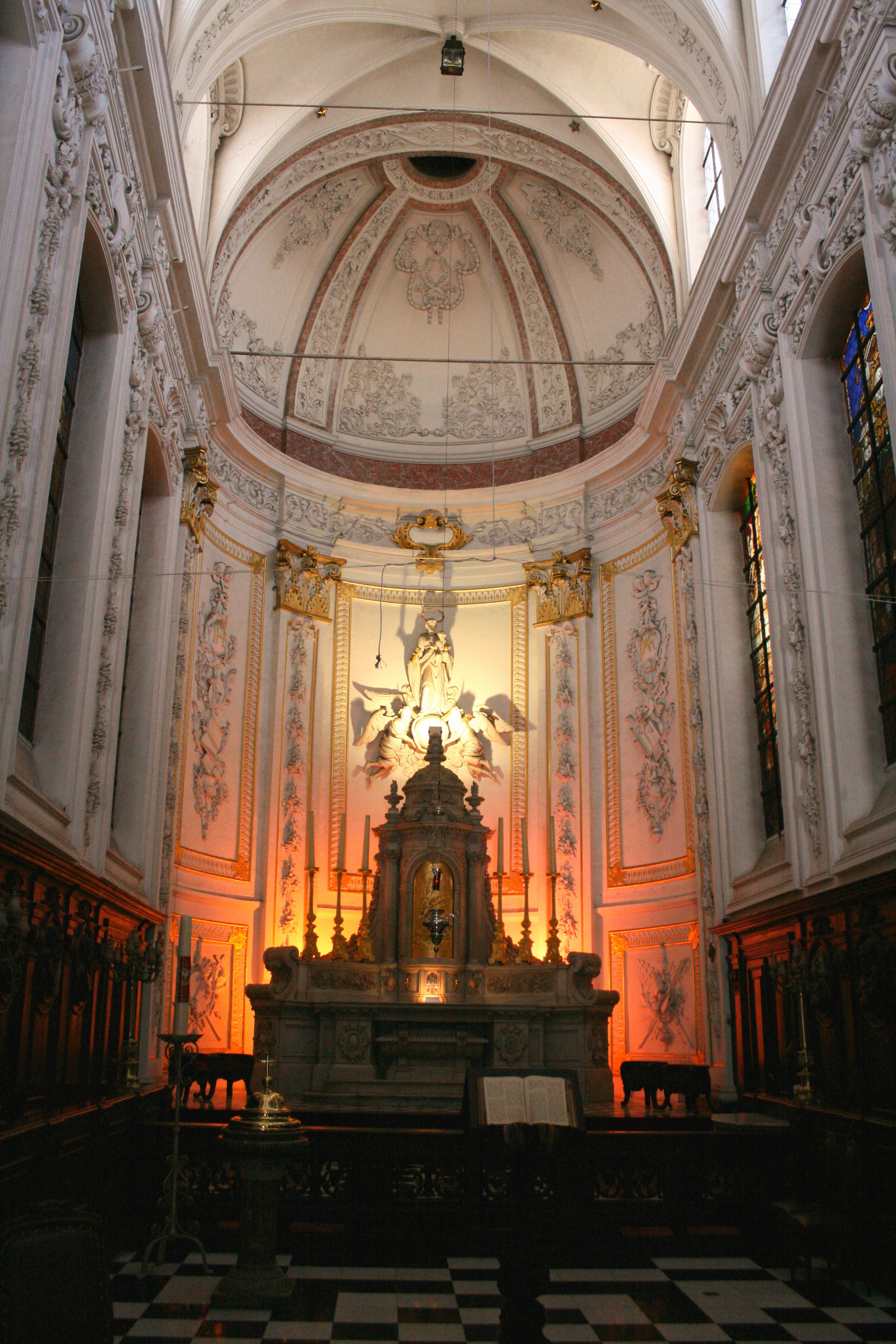
Церковь Нотр-Дам дю Финистер, Брюссель
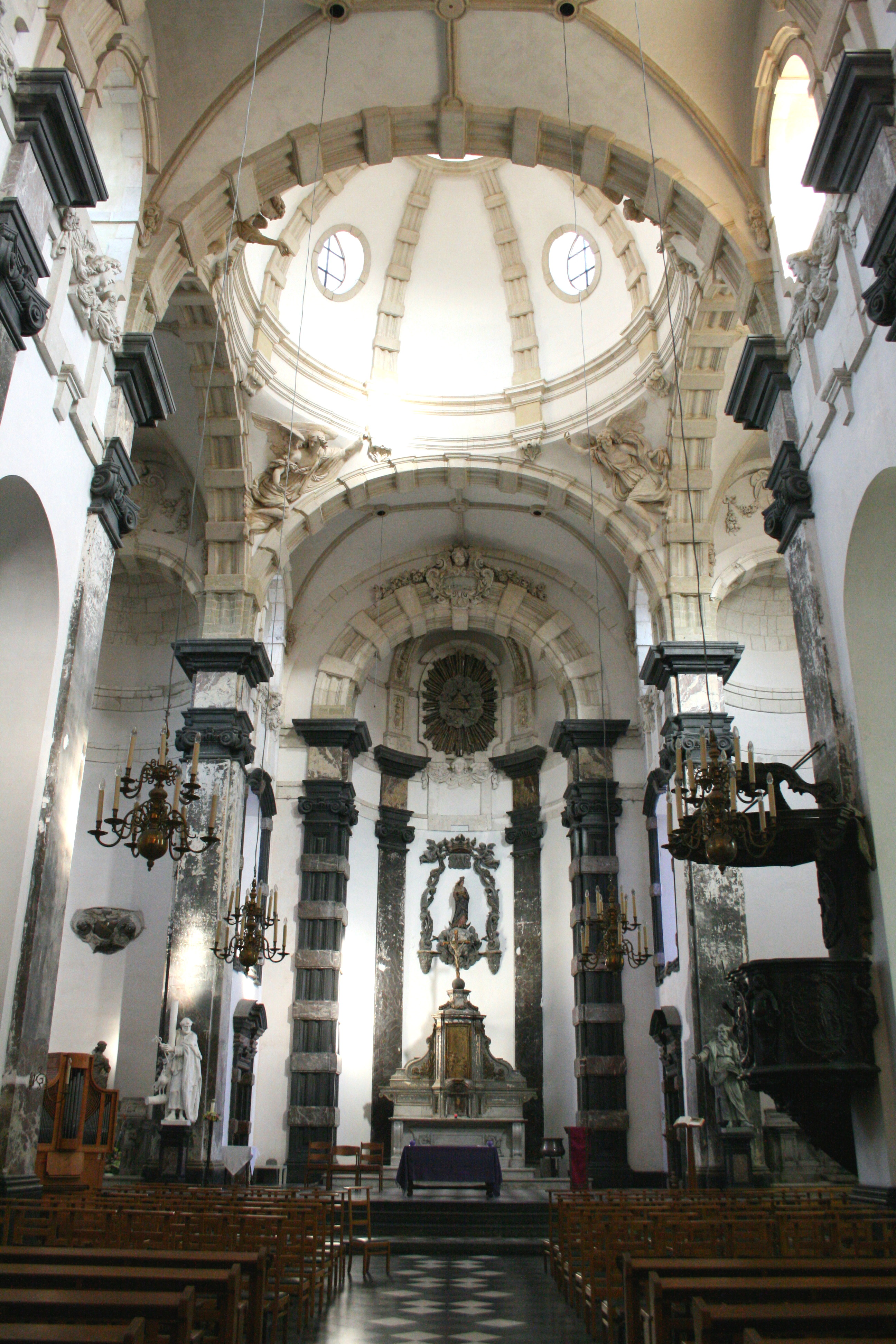
Notre-Dame aux Riches Claires, алтарь
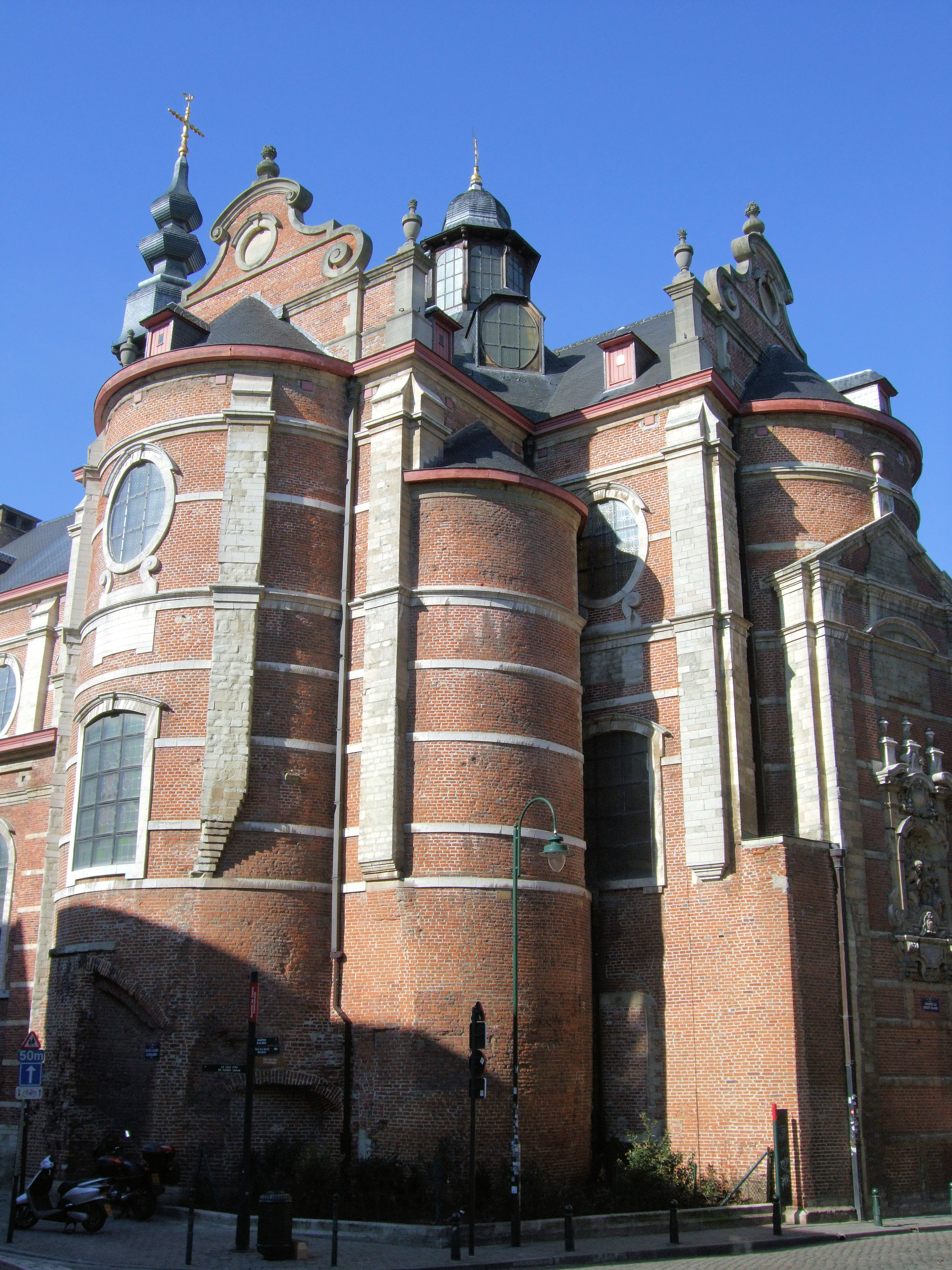
Notre-Dame aux Riches Claires, фасады

Если декор фасада был несколько сдержанный, то сакральные сооружения сохраняли повышенную пластичность использованием волнистых объёмов, башен, куполов, иногда — ротонд. Как и среди представителей других художественных школ и художественных течений, антверпенская школа имеет собственных универсально одаренных художников. Среди них — Питер Кук ван Альст, что работал как автор картин к витражам и аррасов (гобеленов), переводчик с французского книг об архитектуре, скульптор и художник религиозных картин. В состав антверпенской школы логично зачисляют художника и архитектора Корнелиса Флориса де Вриндта (1513/14 — 1575), который делал проекты ювелирных изделий и украшений — орнаменты к надгробиям, занимался мемориальной скульптурой, работал как архитектор при строительстве ратуши Антверпена и Ганзейского дома в его портовой части, знаковых сооружений своего времени. К антверпенской школе принадлежит и художник, представитель нидерландского маньеризма — Венцеслав Кобергер (1557—1634), который более известен как архитектор и в Италии, и во Фландрии, представитель фламандского барокко в архитектуре.
Уникальной по значению для фламандского искусства 17 века была деятельность Рубенса. Приступы болезни и дипломатическая деятельность часто истощали художника, побудили его привлекать к исполнению произведений многочисленных учеников и помощников. Это способствовало как распространению руководств барокко в национальном искусстве, так и созданию колоссального количества произведений искусства, среди которых -
- титульные листы к антверпенским изданиям печатника Плантена
- алтарные композиции
- портреты
- изделия из стекла и кожи
- парадное оружие
- мебель
- ювелирные изделия из серебра
- скульптура из мрамора, бронзы, дерева, слоновой кости
- гравюры с картин Рубенса, которые делали братья Больверт, Понтиус, Ворстерман.

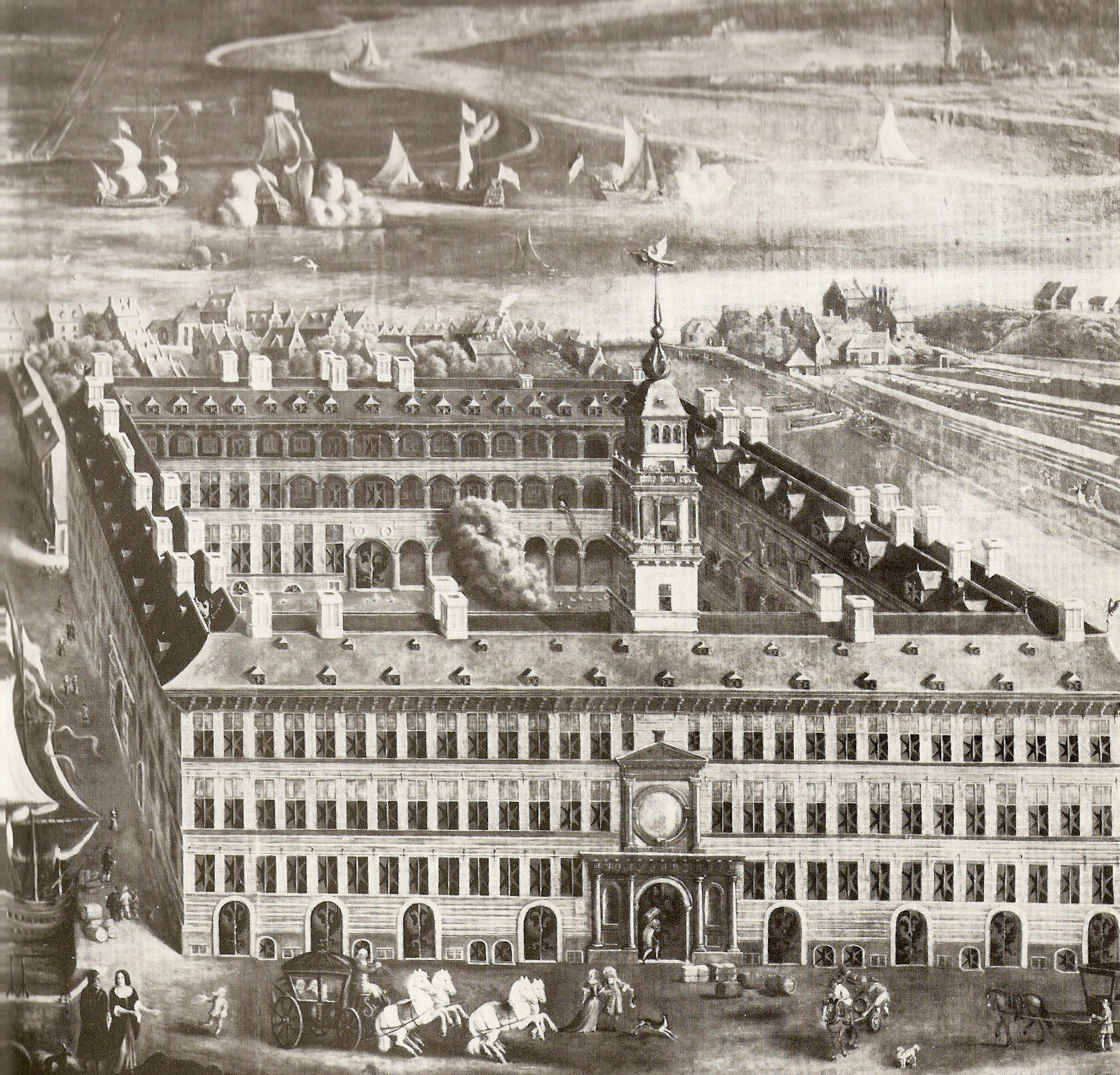
Ганзейский дом в Антверпене, гравюра 1700 года. Разрушен, впоследствии не восстановлен.
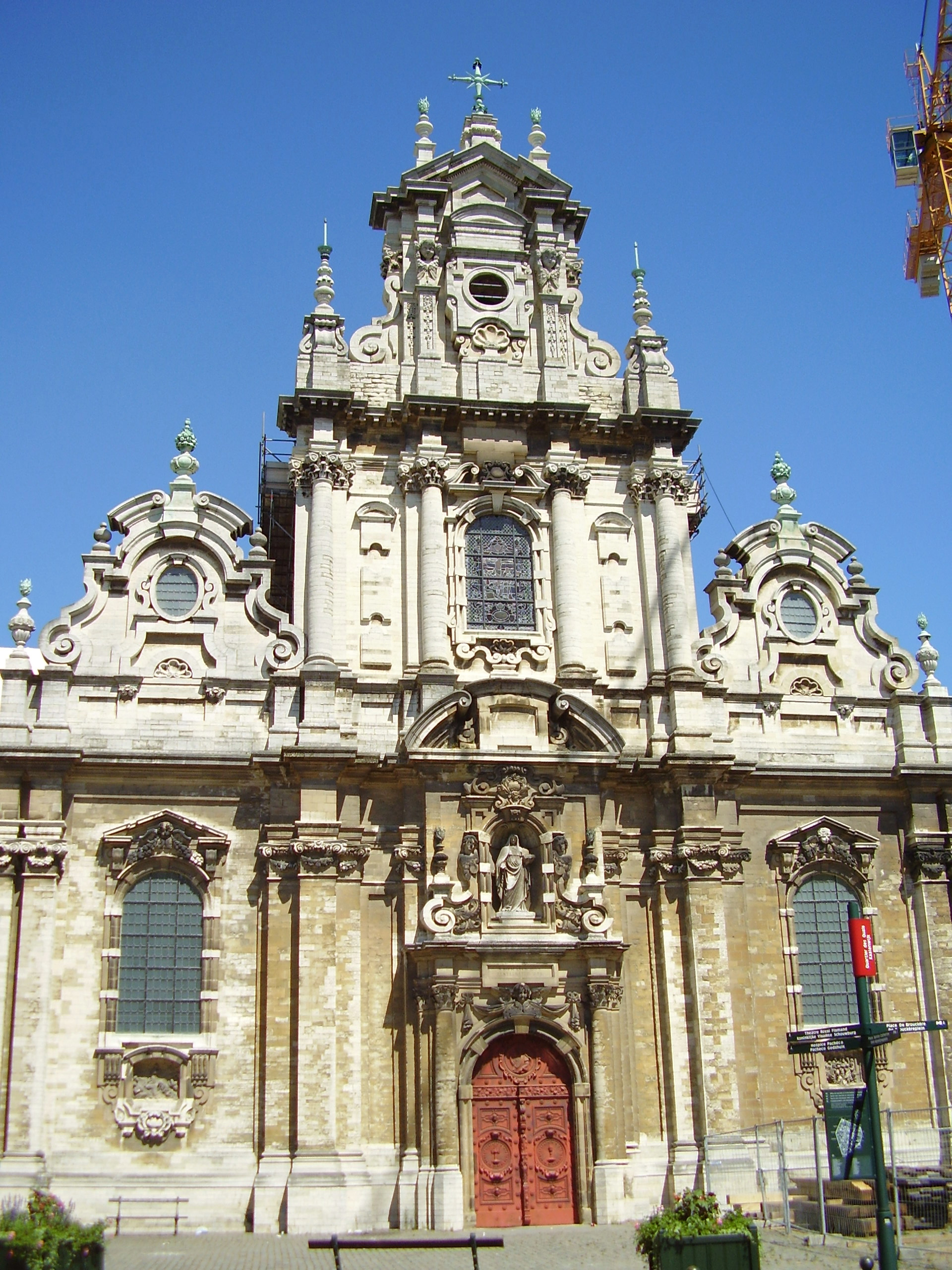
Барочная церковь Иоанна Крестителя, Брюссель
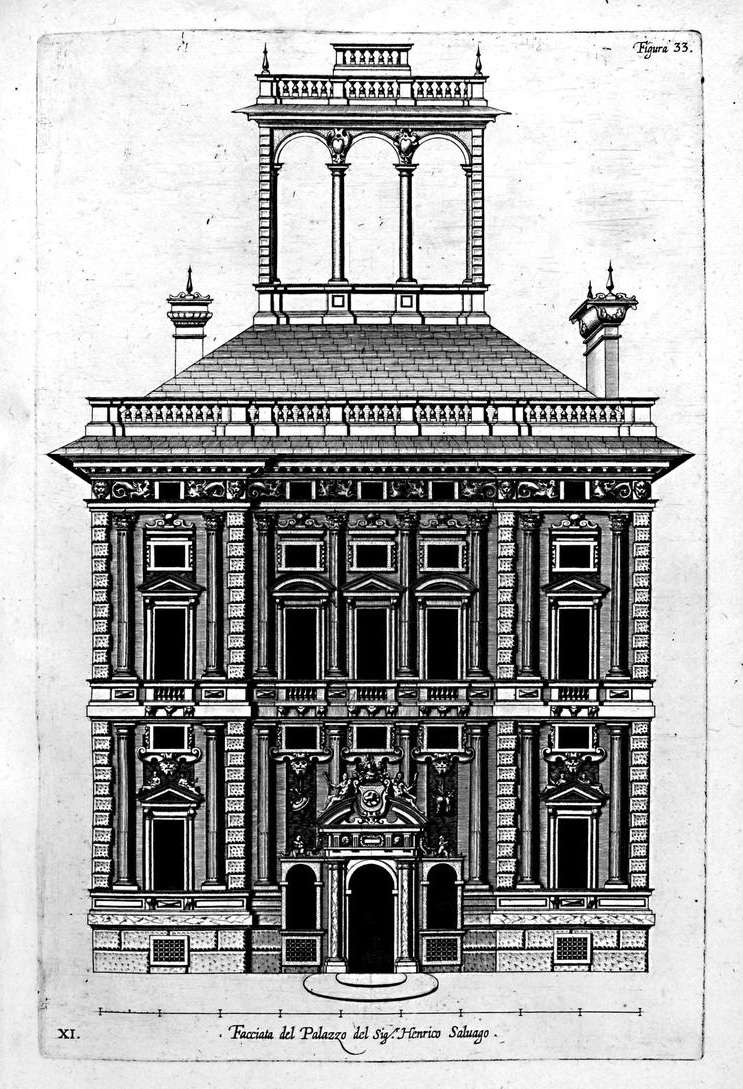
Рубенс. Проект фасада издания «Дворцы Генуи»
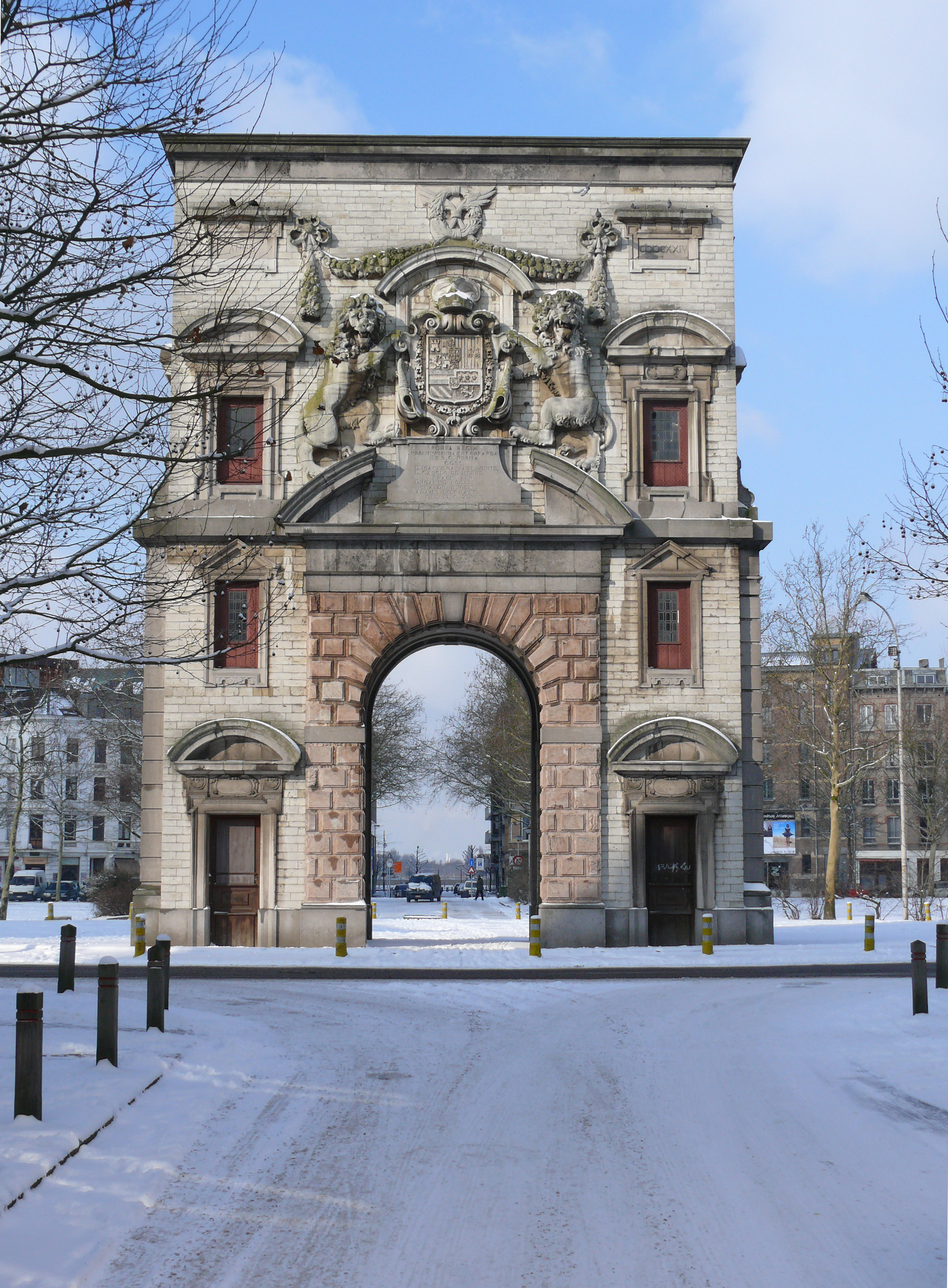
Рубенс. Парадные ворота Waterpoort, Антверпен.

### Временные триумфальные сооружения

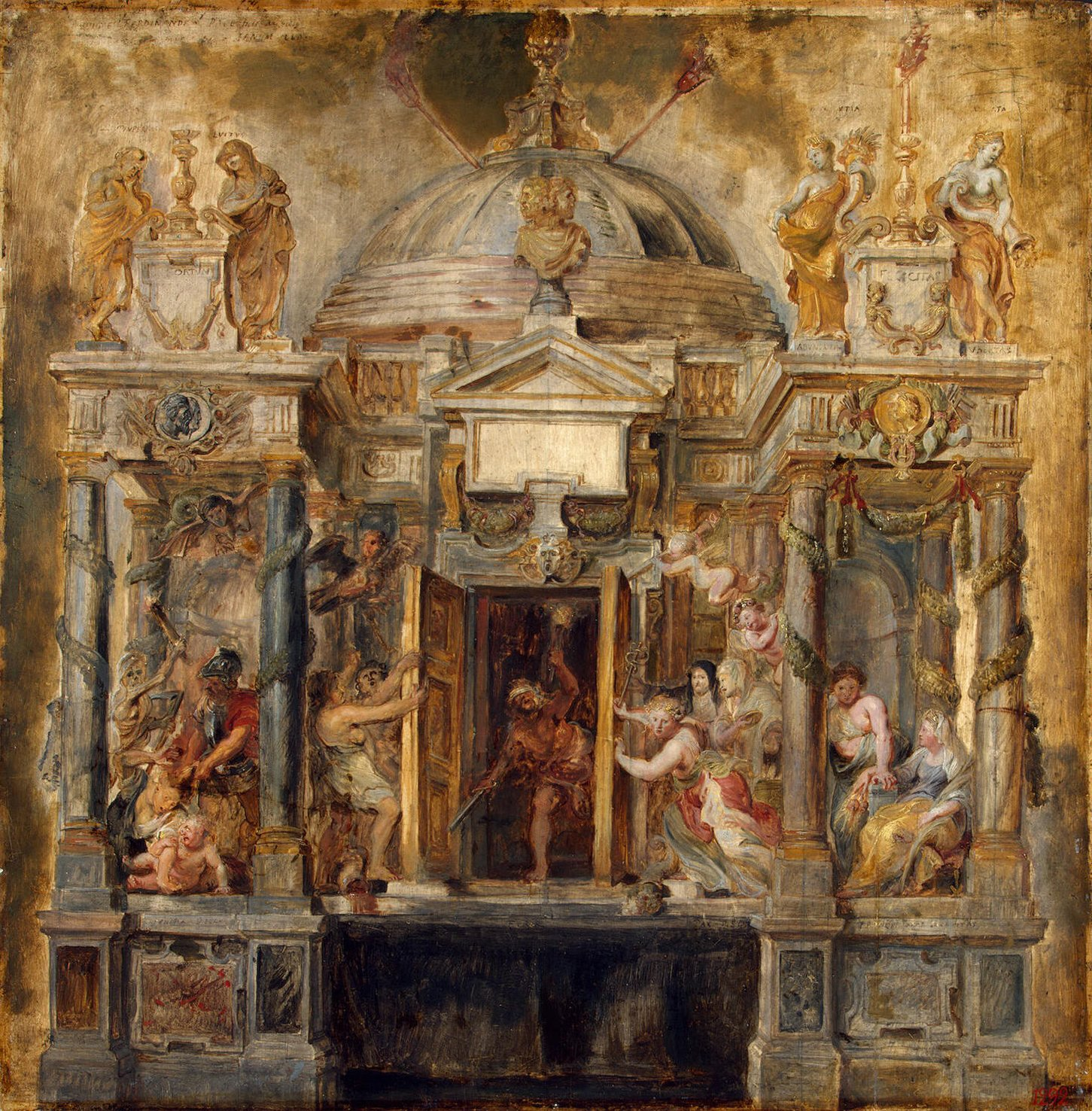
Рубенс. «Храм Януса». Дверь бога войны закрывают аллегории мира и искусств.

Специфической частью архитектуры 17 века оставались временные сооружения по случаю встреч испанских вице-королей, испанских побед или праздников. Их делали в виде триумфальних ворот, калиток, небольших храмов, украшенных рельефами, картинами, надписями, флагами, гирляндами. Временные триумфальные сооружения становились проявлениями политической поддержки испанских властителей ради выживания в трудных условиях испанского гнёта, но воспринимались как государственная задача. К их созданию привлекали лучших архитекторов, скульпторов-декораторов и художников. В годы пребывания в Антверпене Рубенса, последний возглавлял бригады художников по построению триумфальних сооружений, собственноручно разрабатывал многочисленные эскизы и проекты к ним. По окончании праздников их безжалостно разбирали и уничтожали. Свидетельствами их существования и внешнего вида становились лишь эскизы и гравюры.

### Дома гильдий и рядовая застройка

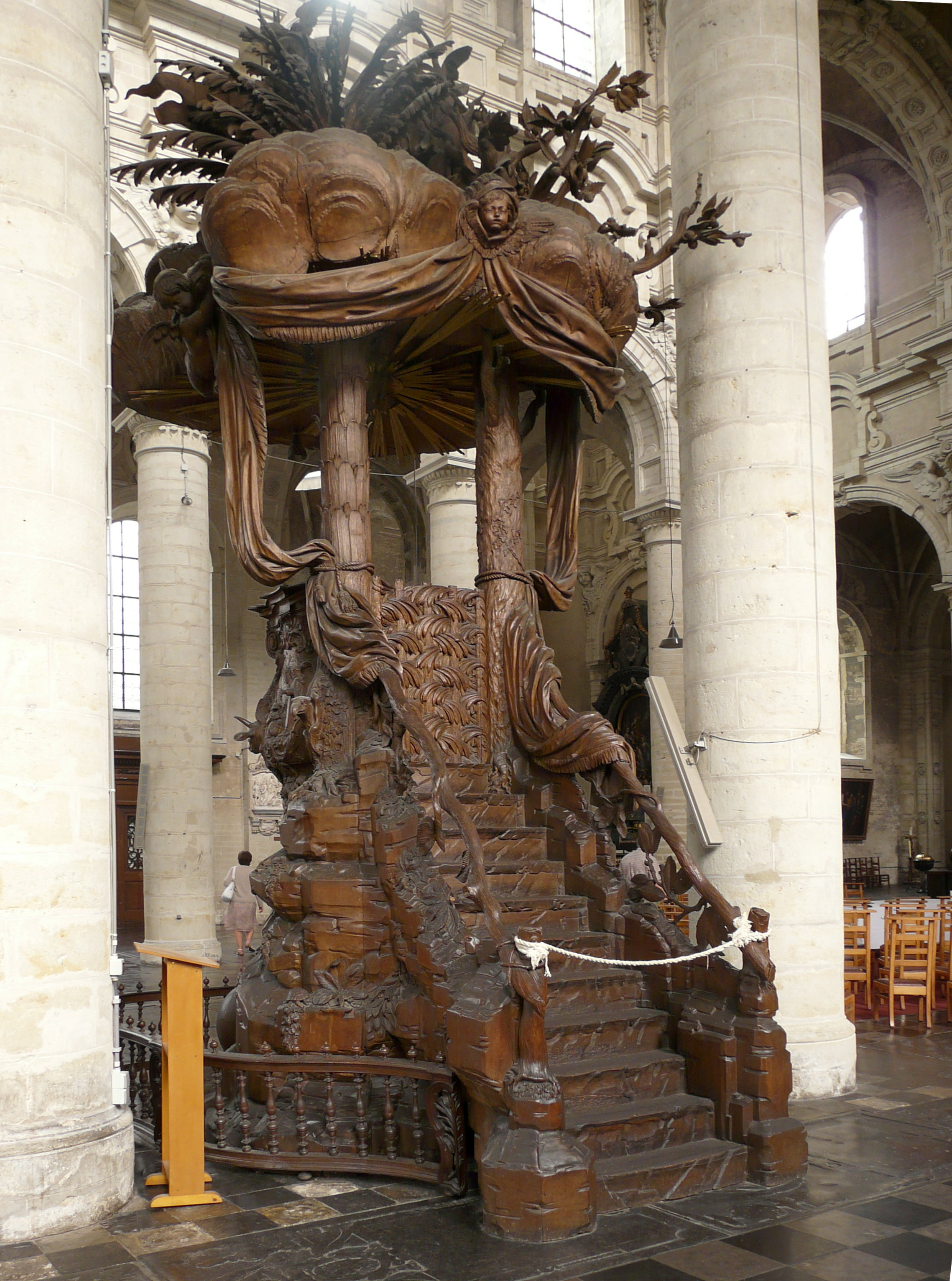
Катедра, деревянная резьба. Церковь Иоанна Крестителя и бегинаж, Брюссель.

Стилистика барокко мало использовалась в рядовой застройке, хотя и повлияла на декор фасадов, особенно домов гильдий. Городской дом с узким, но высоким фасадом имел три-пять окон, несколько этажей, но получил более удобную внутреннюю планировку. Первый этаж — большой вестибюль с лестницей наверх. Характерной чертой было разнообразие фигурных фронтонов, орнаментов и лепных деталей, более дешевых, чем мраморная скульптура. Планировка почти всех городов долго сохраняла ещё средневековый характер, в некоторых городах не уходила даже в 19-20 веках (Брюгге, Гент, Мехелен). Сельская застройка контрастировала чрезвычайной примитивностью, упрощенностью, практически полным отказом от декора, что было удивительно при расцвете декоративно-прикладного искусства, со сложными архитектурными орнаментами в катедрах, церковными рядами, многочисленными барочными надгробиями, с прославленными аррасами (гобеленами) Фландрии даже в провинциальных Ауденарде, Гента, Льежа или столичных Антверпене и Брюсселе.
Лишь на рубеже 17-18 веков церковное строительство прекращается, национальная традиция ослабевает под мощным давлением модных образцов Франции и, частично, Италии.

## Австрийская эпоха и французское влияние. Классицизм

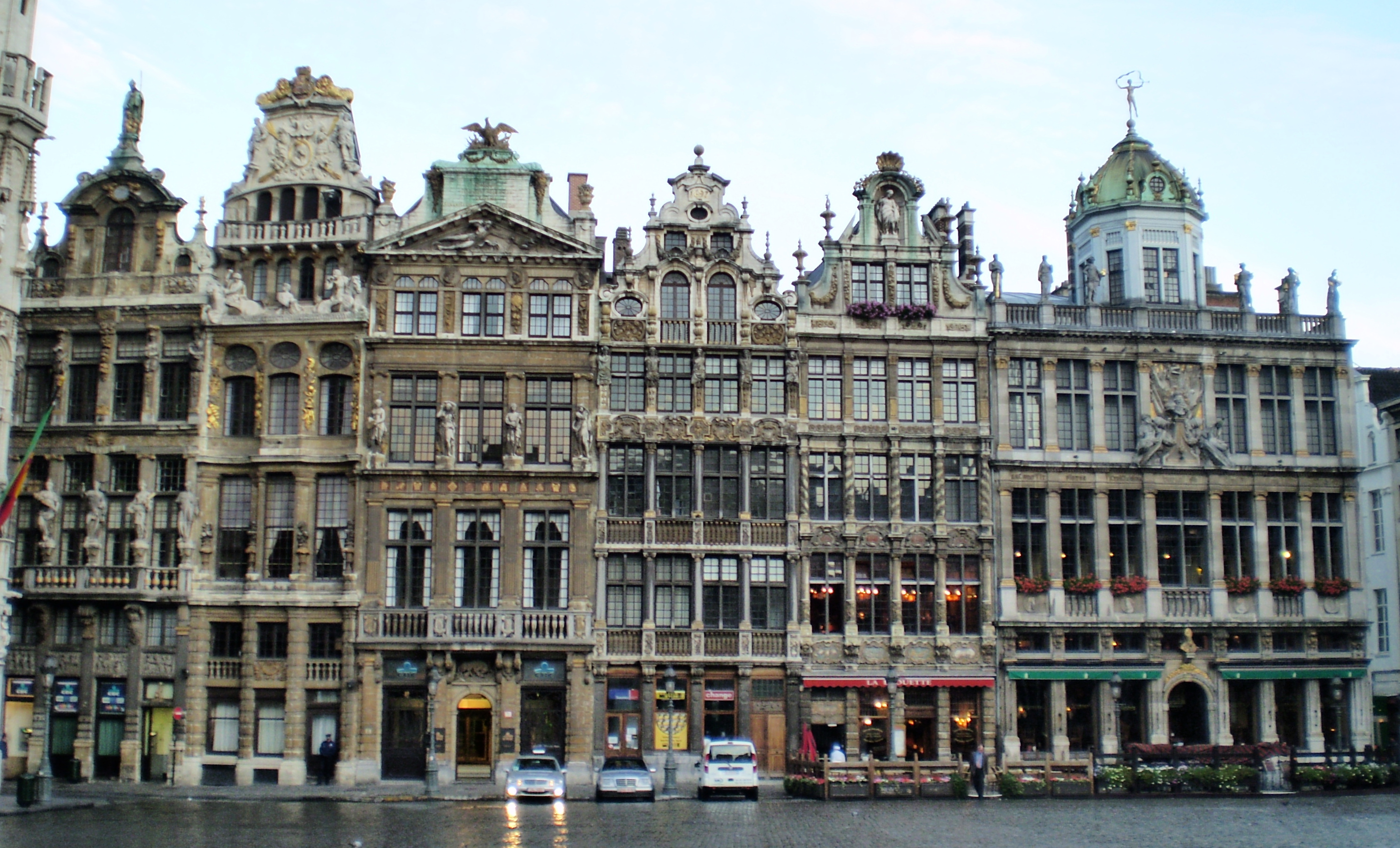
Брюссель, дома гильдий, начало 18 в.

Во второй половине 17 в. армия Людовика XIV сделала попытку превзойти другие государства Европы в военной силе. Французские солдаты захватили Эно и Западную Фландрию. Пострадал и Брюссель. В 1695 году брюссельский Гран-плас три дня крушили пушками, превратив в сплошные руины. По Рейсвейкскому мирному соглашению от 1697 года французов обязали покинуть бельгийские провинции. В годы Войны за испанское наследство (1701—1714) власть в Южных Нидерландах перешла к австрийским Габсбургам. Гранд-плас и бывшую площадь Сен-Мишель отстраивают, но с учётом образцов архитектуры Франции. Это — симметрия, пилястры, череда окон, центр сооружения подчеркнут или пышным порталом, или простым портиком. Барочный декор заменяют аскетичным, позаимствованным из классицизма (архитектор Ян Питер ван Баурсхейдт, Королевский дворец в Антверпене, 1743—1745 гг., арх. К. Фиско, застройка площади Сен-Мишель в Брюсселе, 1772—1775 гг., ныне Пляс де Мортир («Площадь павших»).

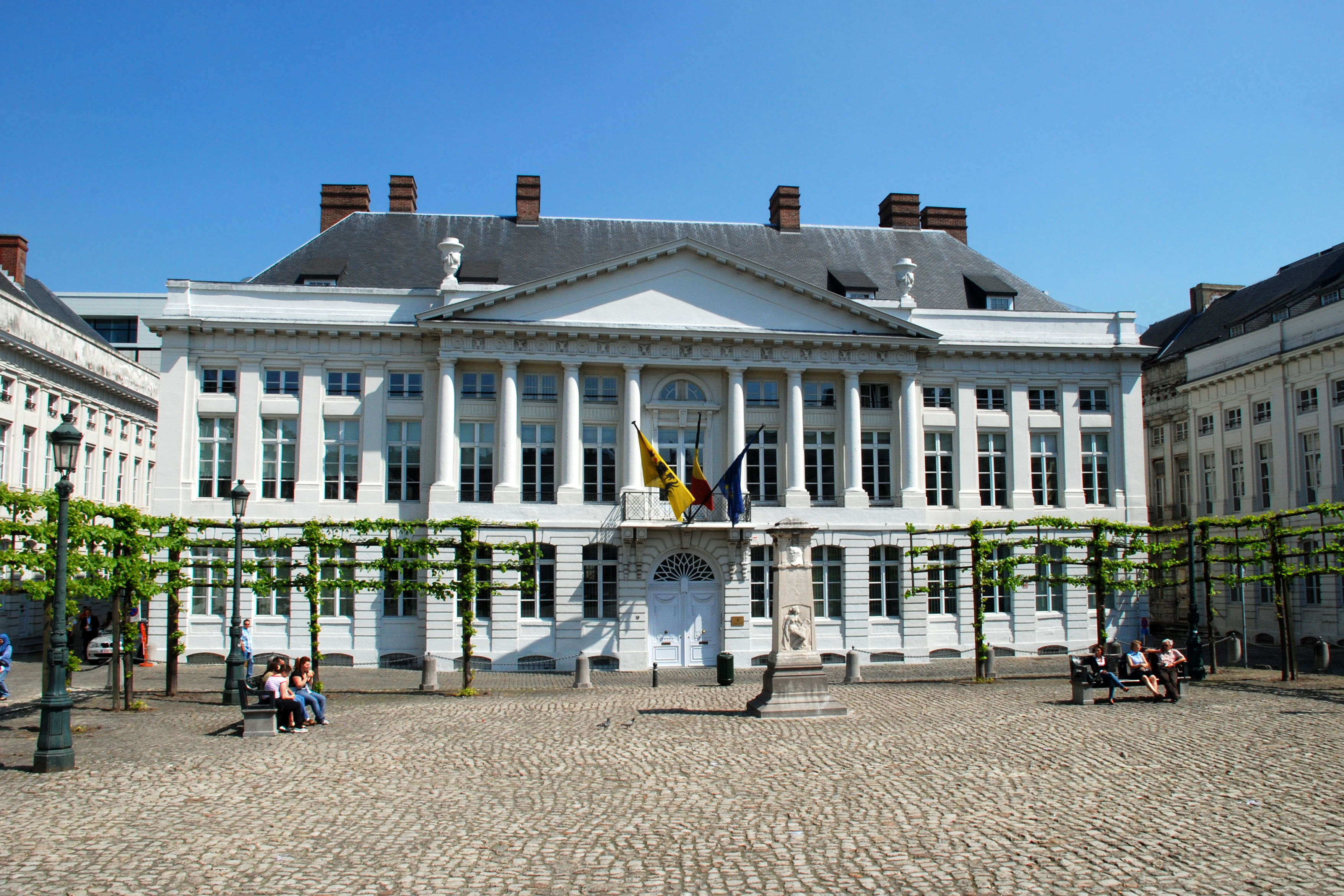
Застройка площади Сен-Мишель в Брюсселе, 1772 - 1775 гг., ныне Пляс де Мортир.
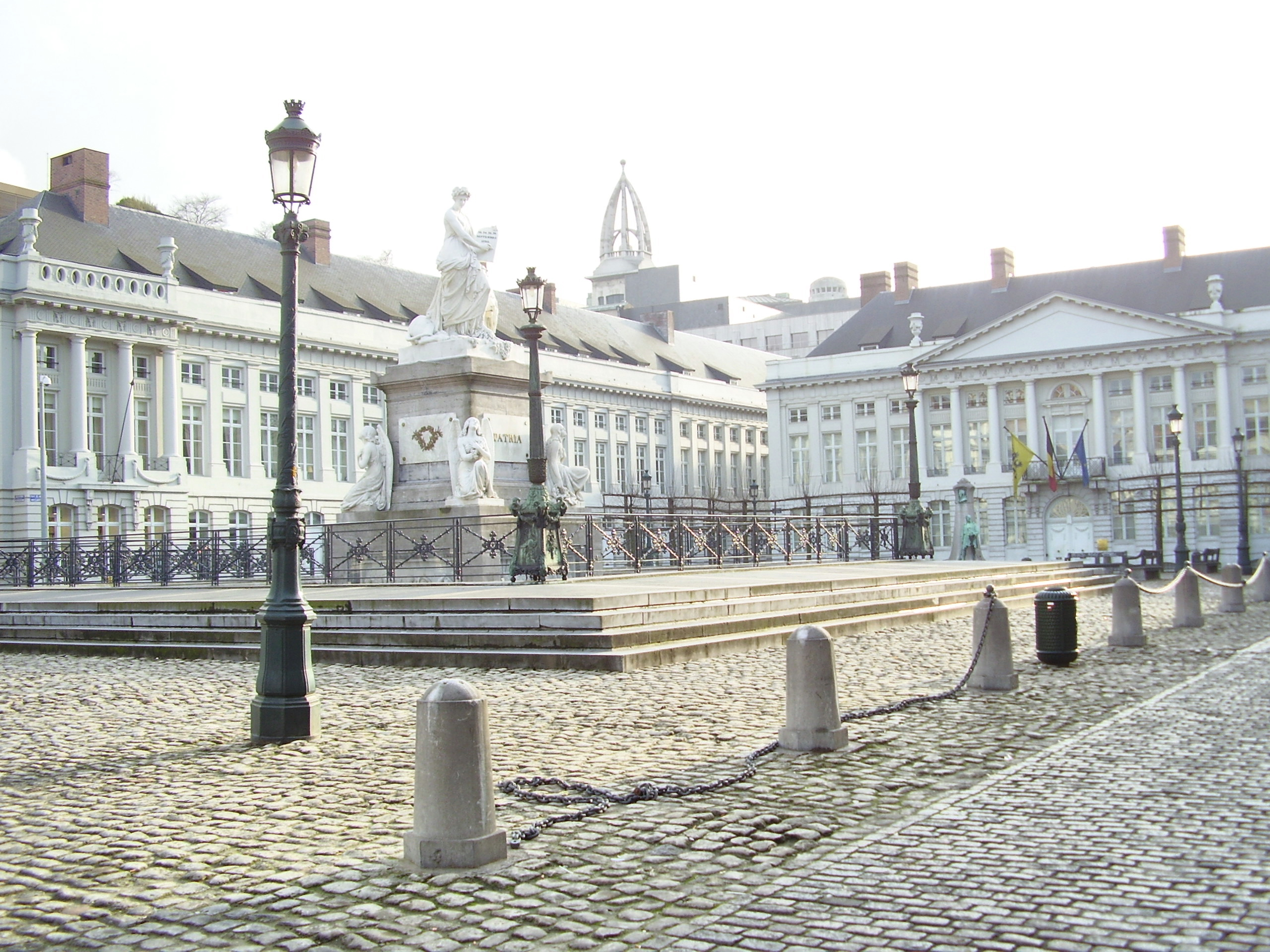
Пляс де Мортир

## В составе Франции и Нидерландов

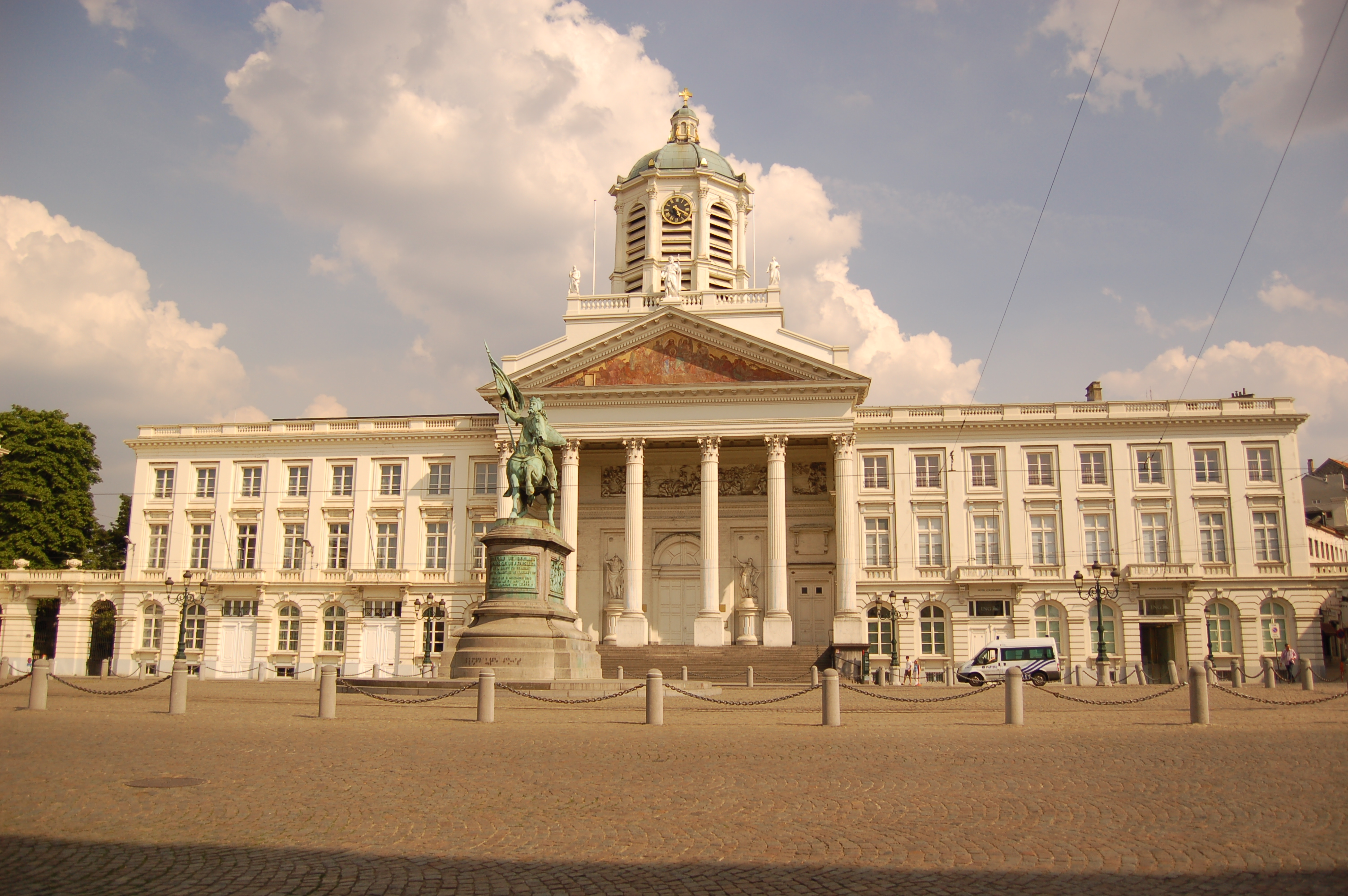

Господствующим стилем конца 18 в. — первой трети 19-го века оставался поздний классицизм. Его наставлений придерживался архитектор Л. Руландт (1786—1864), которому поручили строительство Дворца юстиции в городе Гент. Использована знакомая стилистика — рустика, широкие лестницы, римский портик. Достаточно вольная интерпретация форм классицизма использована во дворце для принца Оранского в Брюсселе (арх. Ш. ван дер Стратен, 1823—1826 гг., позднее передан Академии). Симметричный, удлинённый фасад дворца не имеет подчёркнутого центра — вместо него длинная галерея, окаймлённая боковыми павильонами. Никаких колонн, портиков, треугольных фронтонов. Вместо них — горизонтали карнизов, аттик без скульптур, довольно плоская крыша, что функционально неудобно в стране с туманами и повышенной влажностью.

## Архитектура Бельгии в XIX веке

### Бельгийская эклектика и неостили

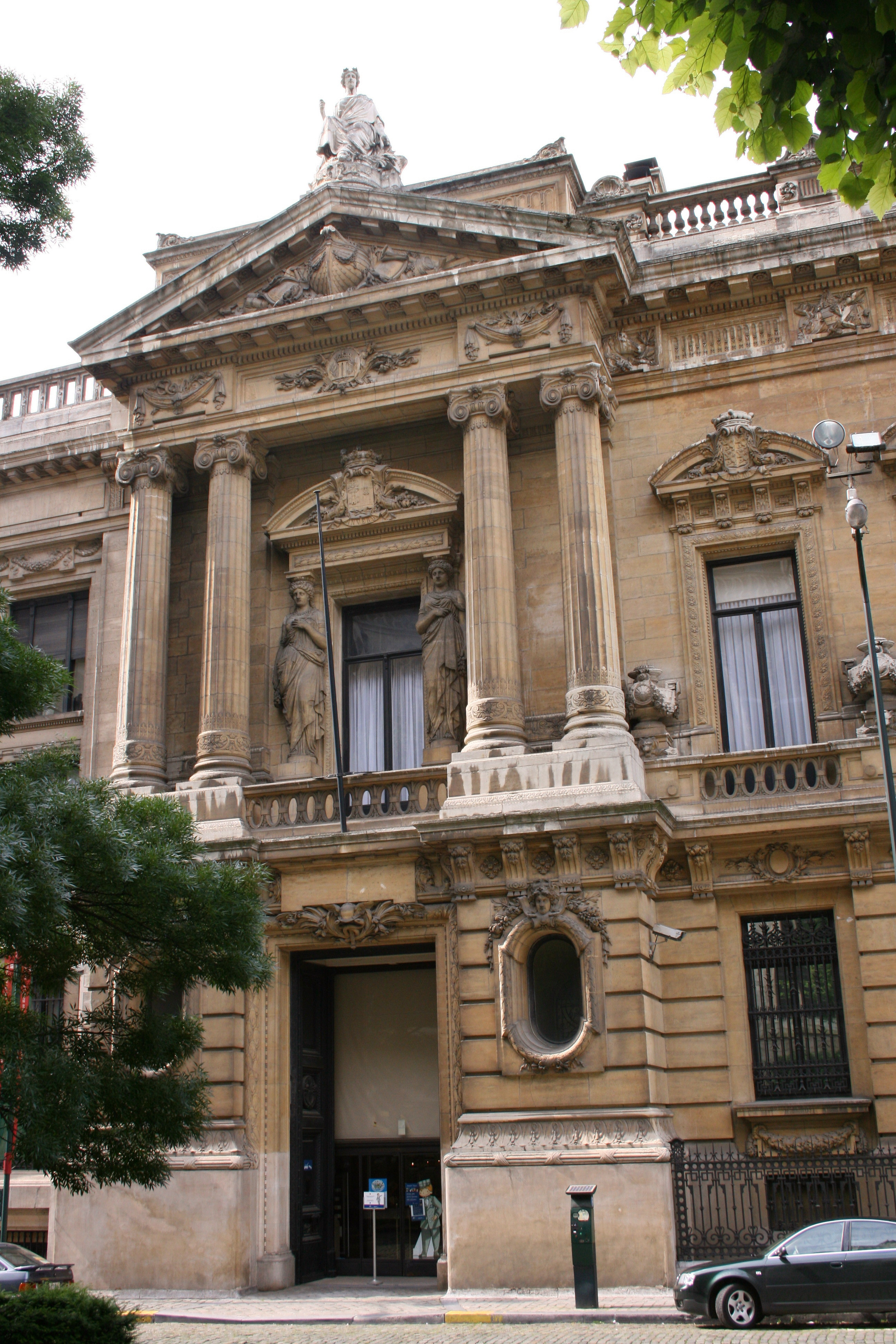
Национальный банк.
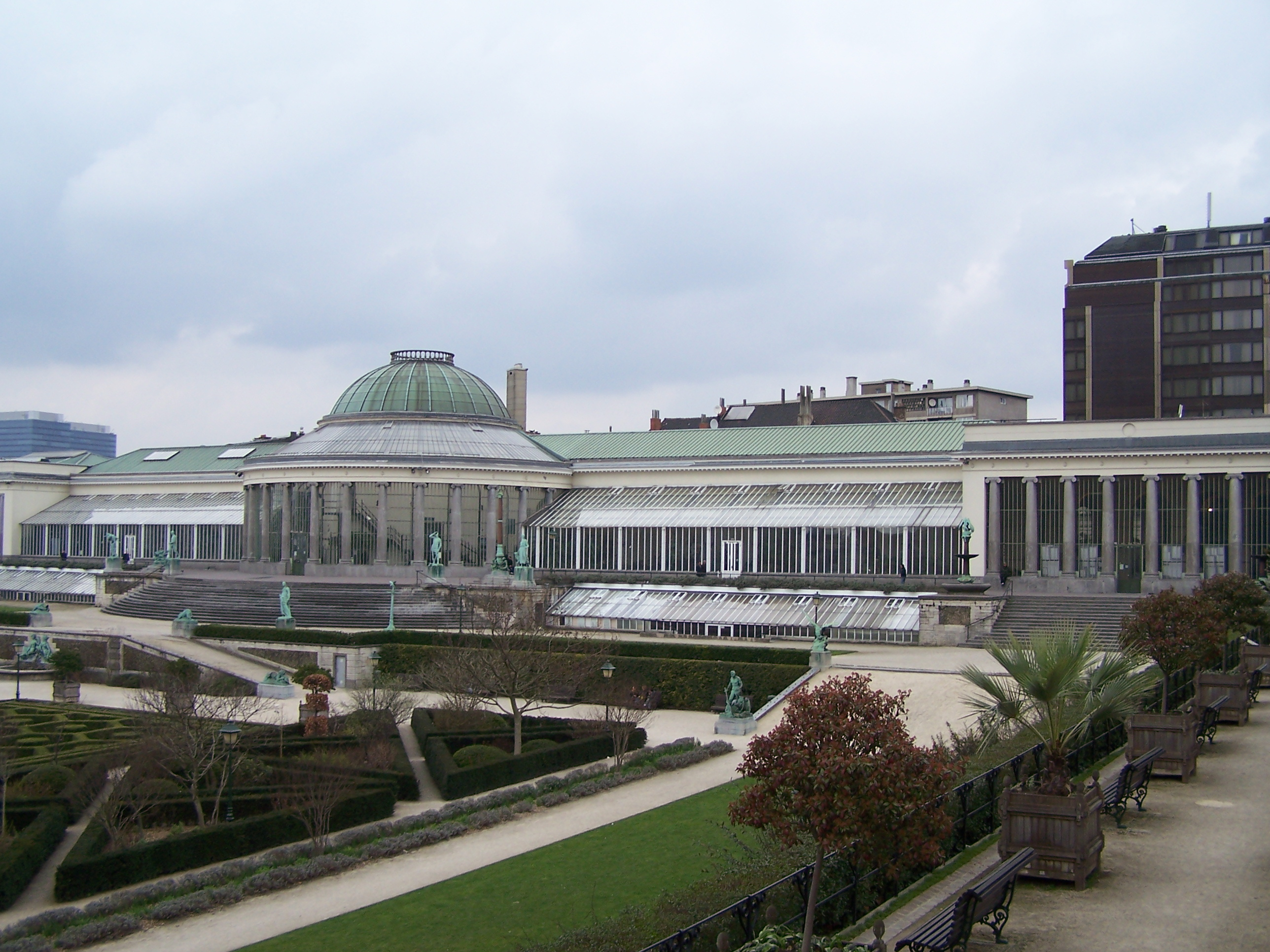
Ботанический сад.
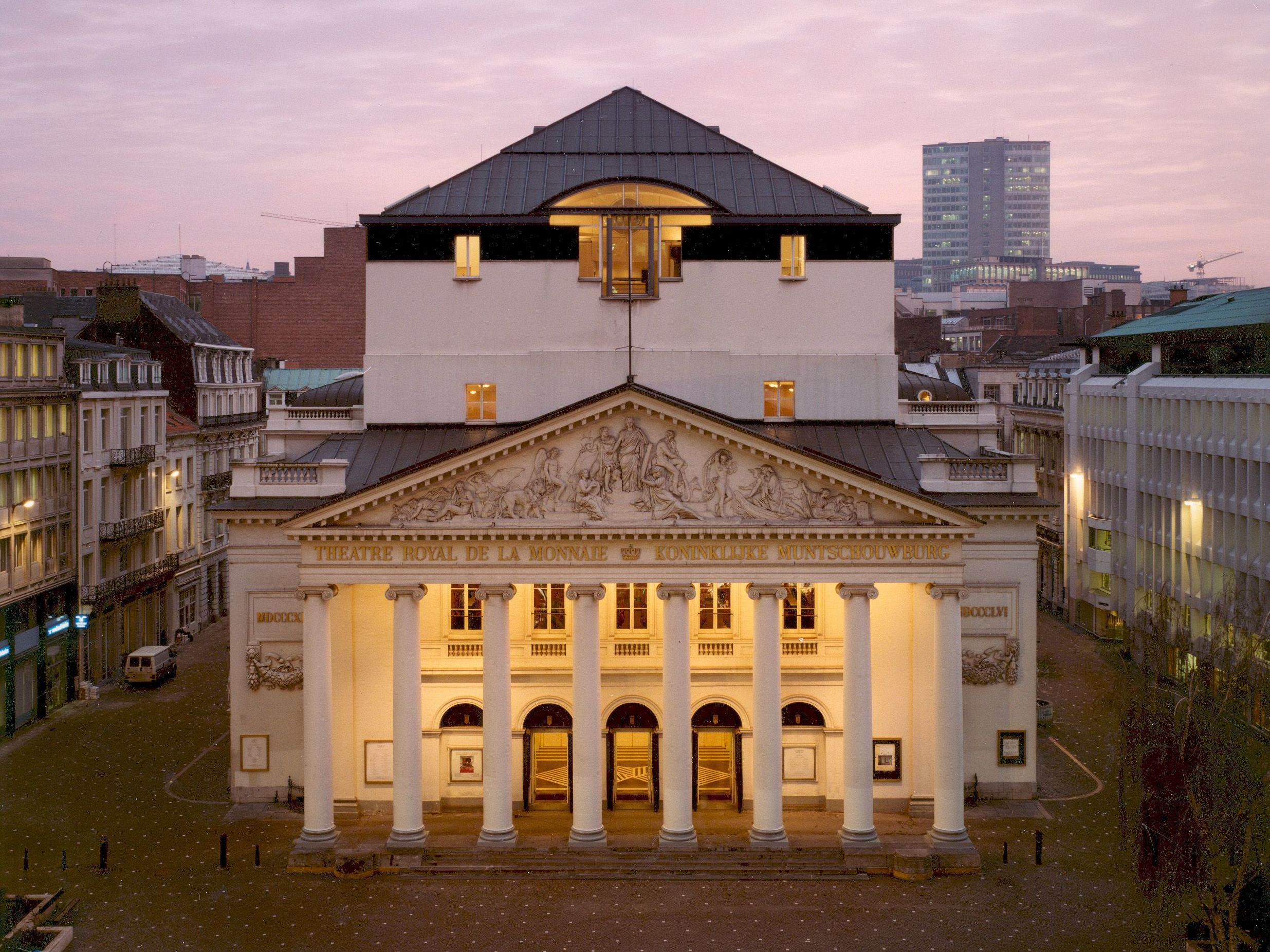
Королевский театр Ла Монне
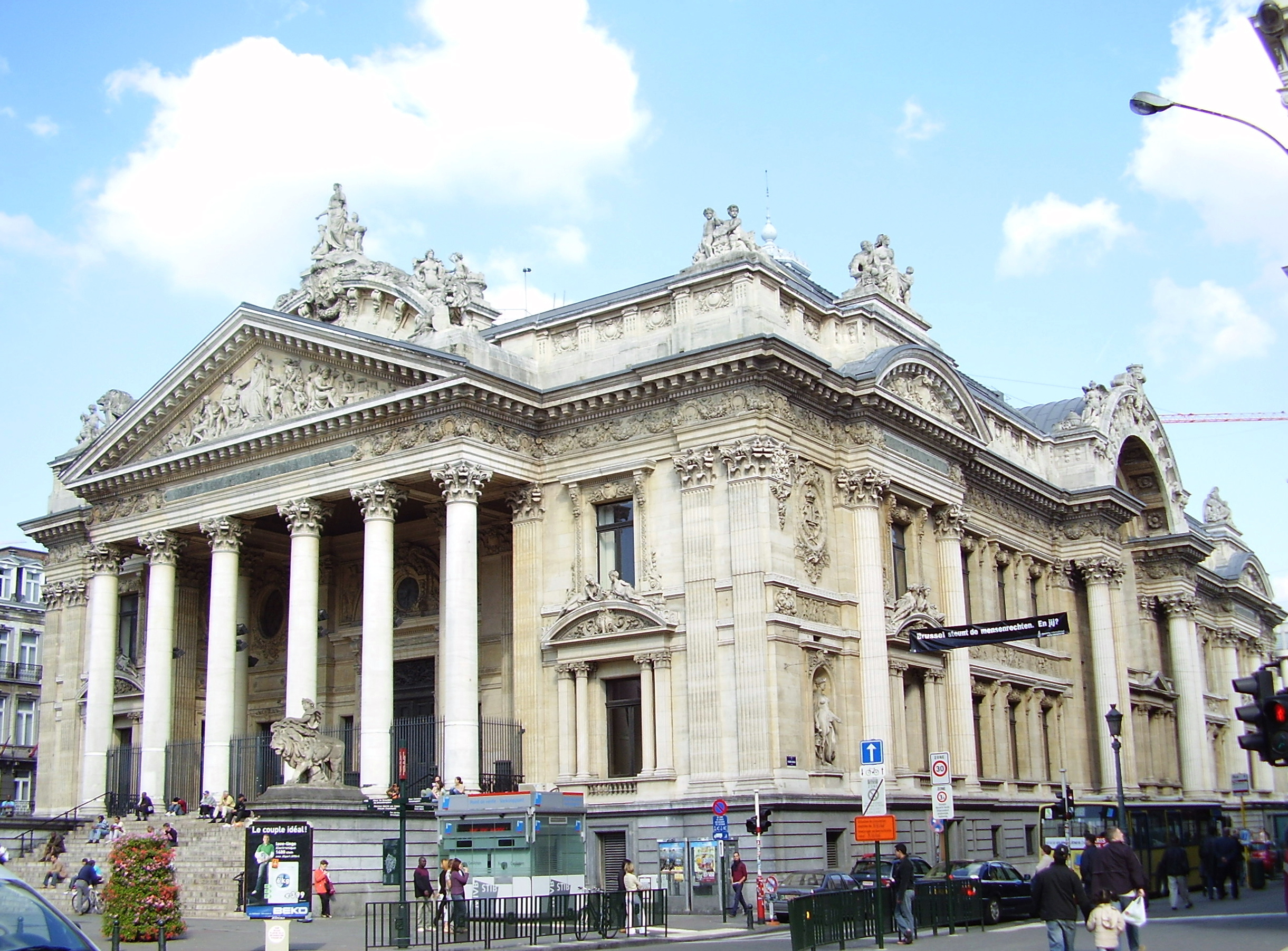
Брюссельская биржа

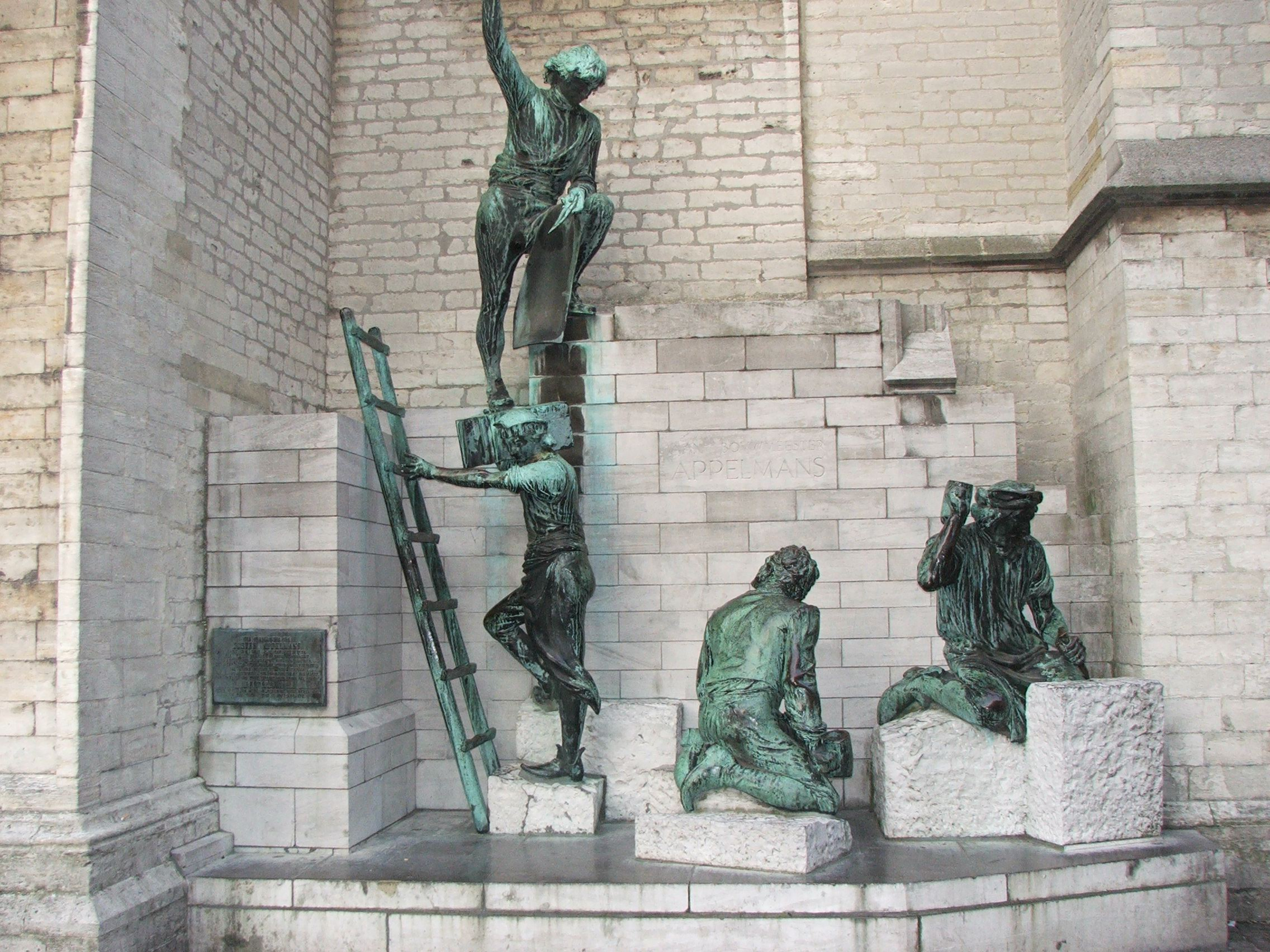
Жозеф Ламбо. Монумент-благодарность строителем собора Антверпенской Богоматери.

В первой половине XIX века в архитектуре Бельгии доминирует неоклассицизм. Примеры — нынешняя фламандская опера и (старый) дворец правосудия в Генте (оба — архитектор Луи Руландт).
Неоготика проникает в Бельгию в 1840-х годах. Один из самых ранних примеров — епископский дворец в Генте, построенный в 1840—1845 годах, архитектор Матьяс Волтерс (нидерл. Mathias Wolters). Важным деятелями неготики в Бельгии во второй половине XIX века стали Жан-Баптист Бетюн (фр. Jean-Baptiste Bethune) и Йорис Хеллепютте (нидерл. Joris Helleputte). Бетюн был архитектором, реставратором и фактическим идеологом бельгийского неоготического движения, Хеллепютте — архитектором, инженером и политиком от католической партии. По инициативе Бетюна в Бельгии была создана сеть католических художественных «Школ Святого Луки» (нидерл. Sint-Lucasscholen, фр. Ecoles St-Luc). Католические «Школы Святого Луки» создавались в противовес государственным художественным школам. В отличие от государственных художественных школ, где господствовали неоклассицизм и академизм, в «Школах Святого Луки» основное внимание уделялось изучению средневеково искусства.
В качестве примеров неоготической архитектуры Бельгии XIX века можно привести железнодорожный вокзал Алста (1856, архитектор Жан-Пьер Клёйзенар), здание администрации провинции Западная Фландрия в Брюгге (1887—1892, архитектор Луи Деласенсери) церковь Нотр-Дам-де-Лакен в Брюсселе (фамильная усыпальница бельгийских монархов, 1854—1909, архитектор Жозеф Пуларт), Церковь Святых Петра и Павла в Остенде (1899—1909, Луи Деласенсери), старый почтамт в Генте (1900—1908, архитектор Луи Клоке).
Так же, как и во Франции (деятельность Виолле-Ле-Дюка), в Бельгии XIX века проводятся многочисленные «романтические» реставрации, в ходе которых фантазия архитекторов нередко оказывается важнее исторической достоверности. Пример — городские ворота Халлепорт в Брюсселе (реставрация 1868—1870 годах, архитектор Хендрик Бейарт (нидерл. Hendrik Beyaert)).
Во второй половине XIX века в бельгийской архитектуре воцарилась эклектика. В это время в Бельгии фактически одновременно сосуществовало несколько стилей (течений) одновременно — неготика, неоренессанс, бозхар. Фасады зданий — перегружены декором, позаимствованным то из французских сооружений XIX века, то из французской эпохи маньеризма или возрождения — Национальный банк (Антверпен, архитектор Хендрик Беярт), Брюссельская биржа, Дворец правосудия (архитектор Пуларт), Королевские музеи изящных искусств (архитектор Альфонс Балла). Восстановлено и сакральное строительство — церкви строят в византийском, неоготическом, необарочном стилях.
Рядовая застройка сохраняет традиционную компоновку — узкие и высокие дома в составе блокированной застройки, мало окон, два-три этажа, основной материал — темно-красный или жёлтый кирпич. Это обусловлено значительным подорожанием даже малых земельных участков. Первый этаж здесь — кухня, верхние — комнаты и спальни. Мансарды с щипцовыми крышами — спальни или склады. Традиционные строительные материалы и типовая планировка сохранили распространение к концу 20 ст.
Но развитие капитализма мощно влияло на градостроительную ситуацию, на появление заводов и фабрик. Рядом возникают трущобы, которыми печально прославился Антверпен. Вокруг промышленных окраин возникают хаотичные, плотно застроенные рабочие и бедные районы с огромными территориями, лишенными благоустройства. В то же время строятся и новые «дорогие» районы для «новой» буржуазии. Примеры — район Леопольда в Брюсселе, район Зюренборг в Антверпене.
Использование новых строительных материалов (чугунные колонны, длинные балочные перекрытия, стекло) только иногда прикрывают более-менее выразительными оболочками в исторической стилистике. Градостроительные проекты затрагивают как центры городов, включая районы в окружении новых вокзалов вокзалов или немногих площадей (площадь с Колонной Конгресса в Брюсселе, архитектор Пуларт), так и создание новых районов на окраинах, нередко — на месте срытых городских укреплений, например районы Зюренборг и Антверпен-Юг в Антверпене. Реку Сенну, что течет сквозь центр Брюсселя, спрятали в туннель, поверх которого создали бульвары в 1867—1874 гг. В Антверпене модернизируют порт, одновременно ликвидировав значительную часть старой застройки (трушеб) вдоль набережных Шельды. В то же время часть трубе сохранилась. Их плотная и неуклюжая застройка контрастировала с пафосной застройкой банков, бирж, государственных учреждений, немногих театров и музеев в столице.

### Универсальные магазины и пассажи

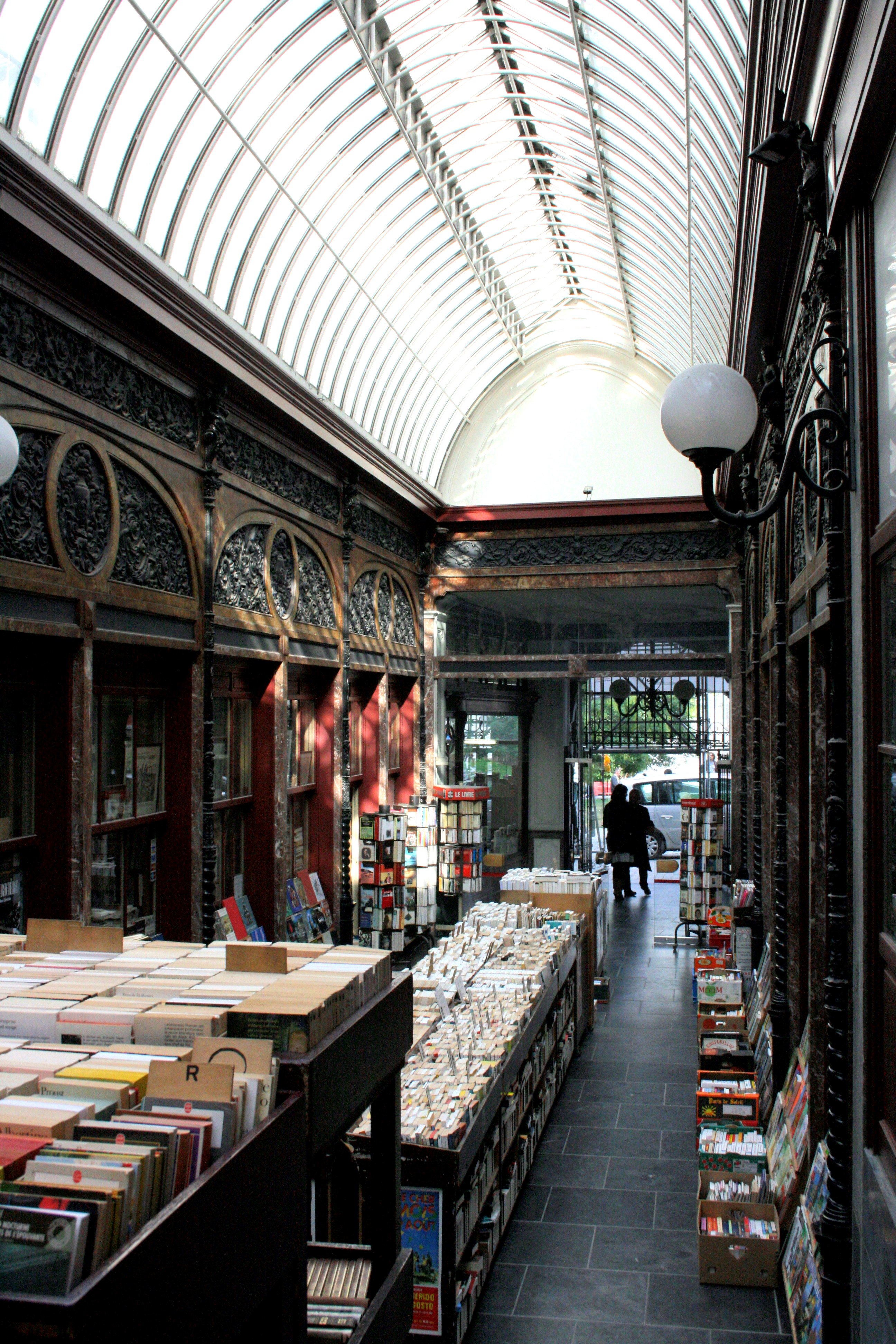
Пассаж Бортье в Брюсселе
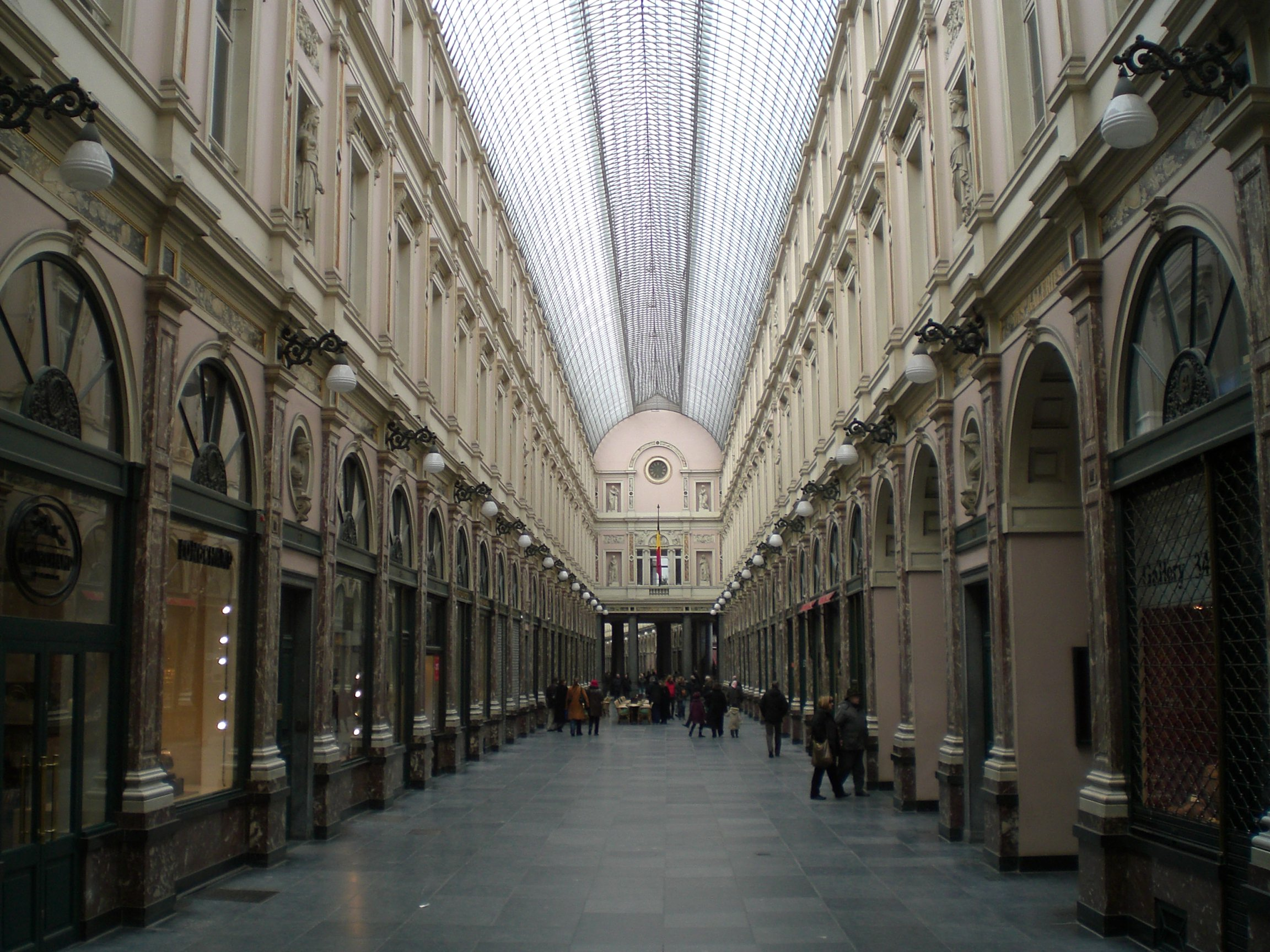
Пассаж в Брюсселе
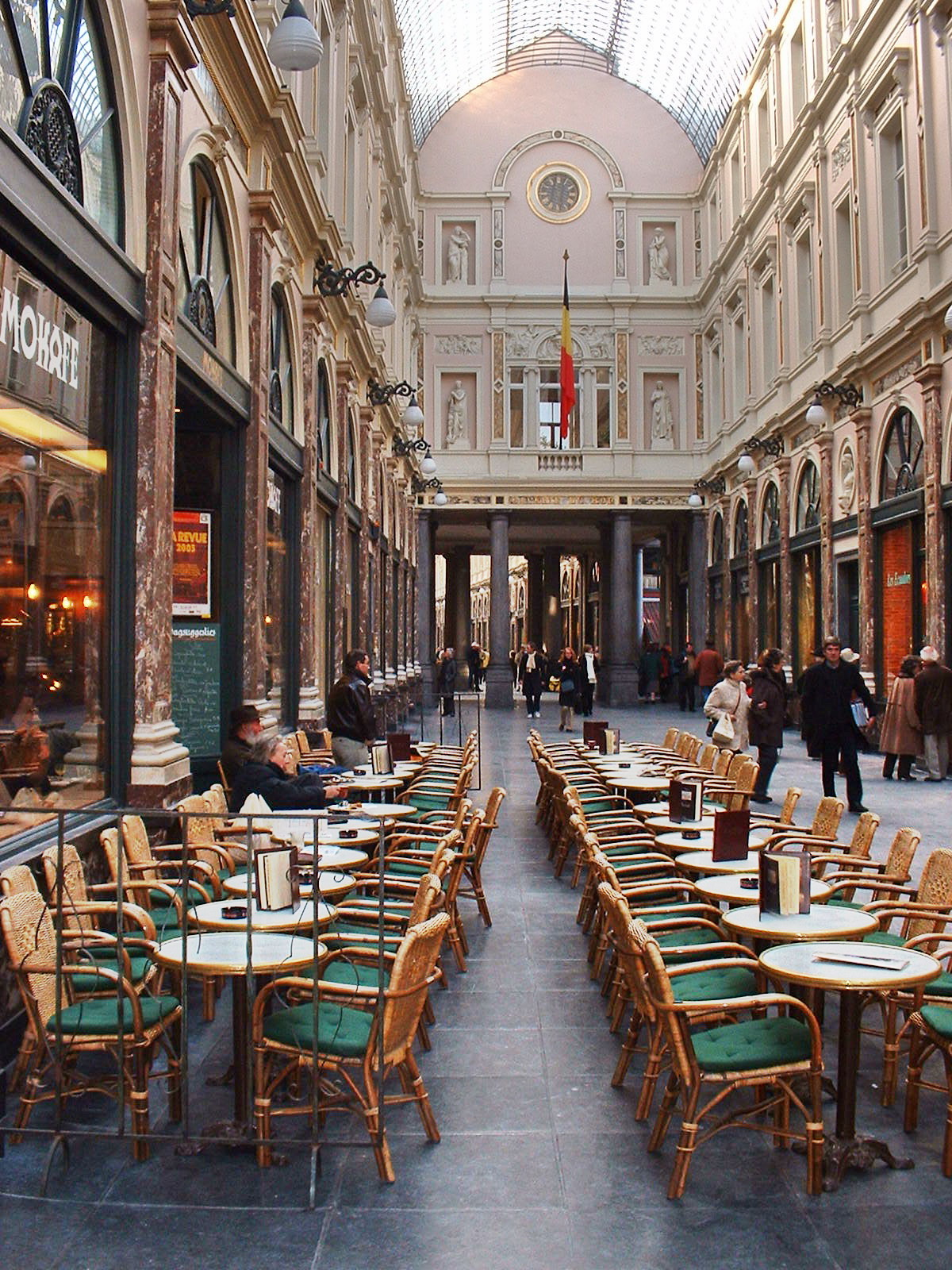
Королевский пассаж Сент Губерт

По западному миру середины и середины XIX века прокатилась волна создания универсальных магазинов и пассажей. Чтобы привлечь покупателей, они объединяют под одной крышей магазины, склады, кафе, комнаты для мужчин (пока женщины бродят по лавкам), первые туалеты. Разработаны и стратегии длительного удержания посетителей в универсальных магазинах с семьями и детьми, чтобы продать как можно больше товаров от продуктов и модной одежды до разных мелочей. Вступает во всей мощи реклама — на фасадах, в изданиях, плакатах и газетах и т. д. Появилось такое явление, как шопинг, когда посетитель начинает покупать вещи для удовольствия и сам процесс совершения покупок становится развлечением. 
Уже в 1840-х годах в Брюсселе было построено несколько пассажей, ставших одними из первых в Европе (архитектор Жан-Пьер Клёйзенар). К концу века создаются первые универсальные магазины.

### Бельгийский модерн

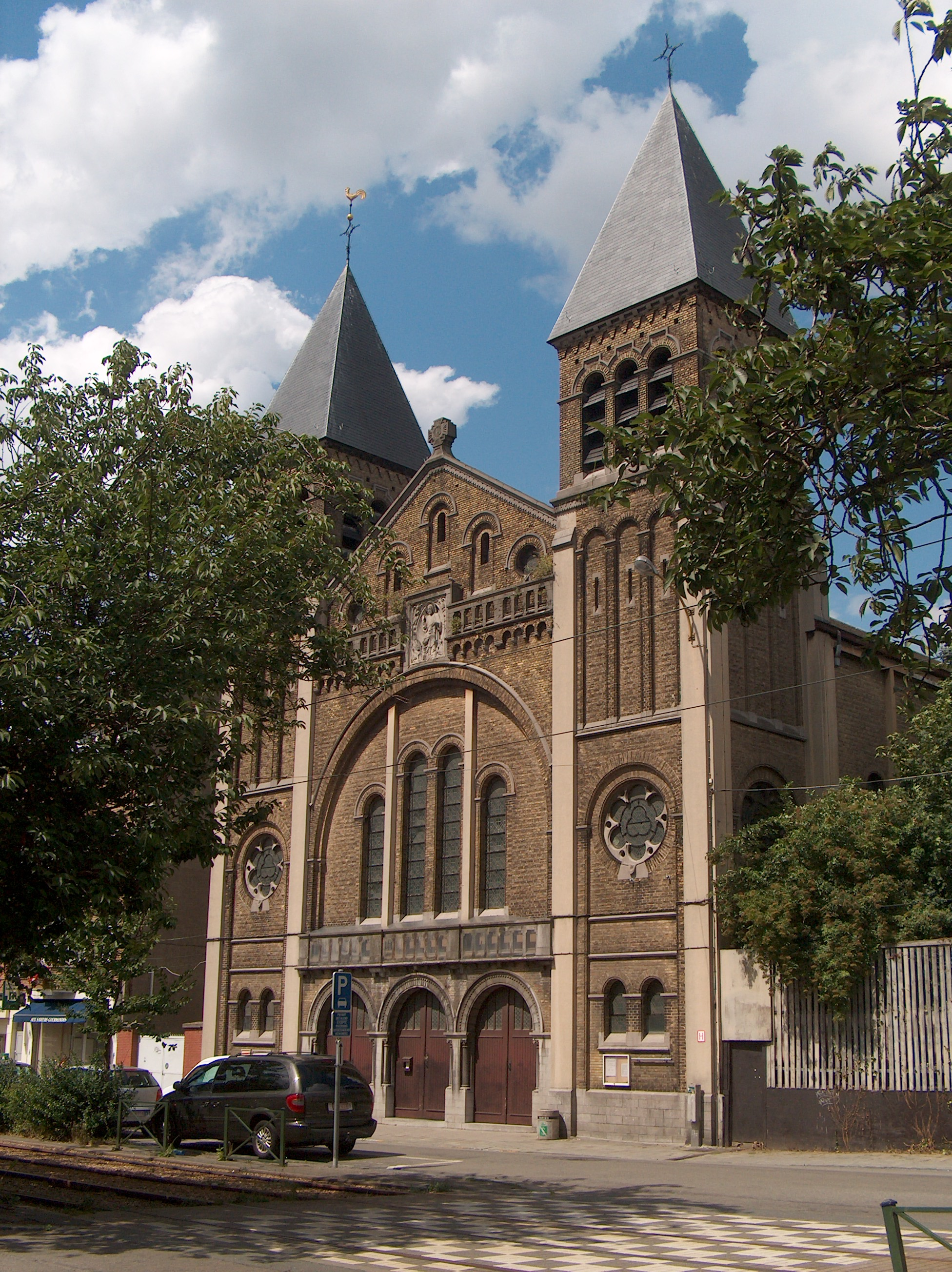
Церковь Св. Терезы Авильской, Брюссель.

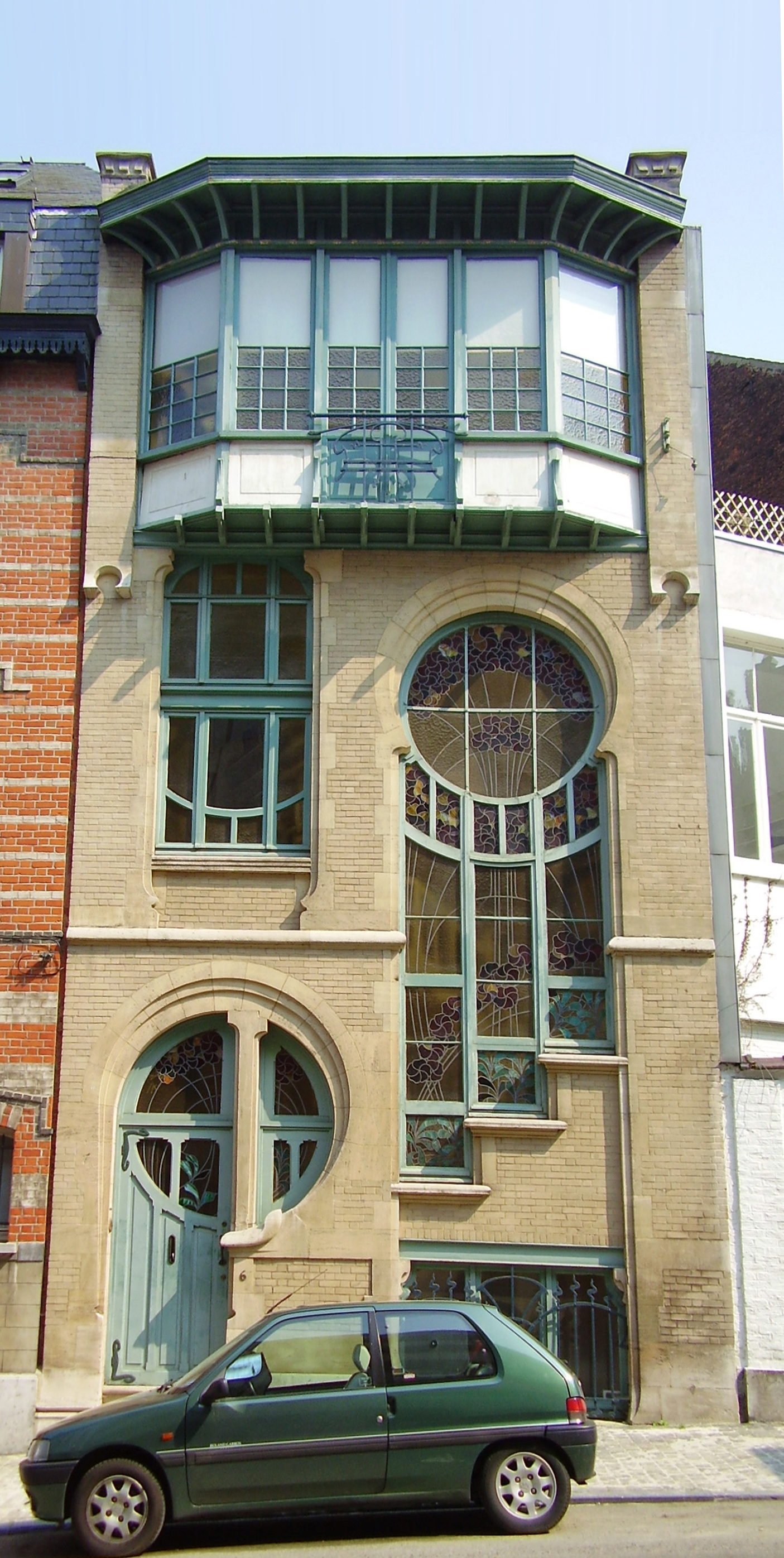
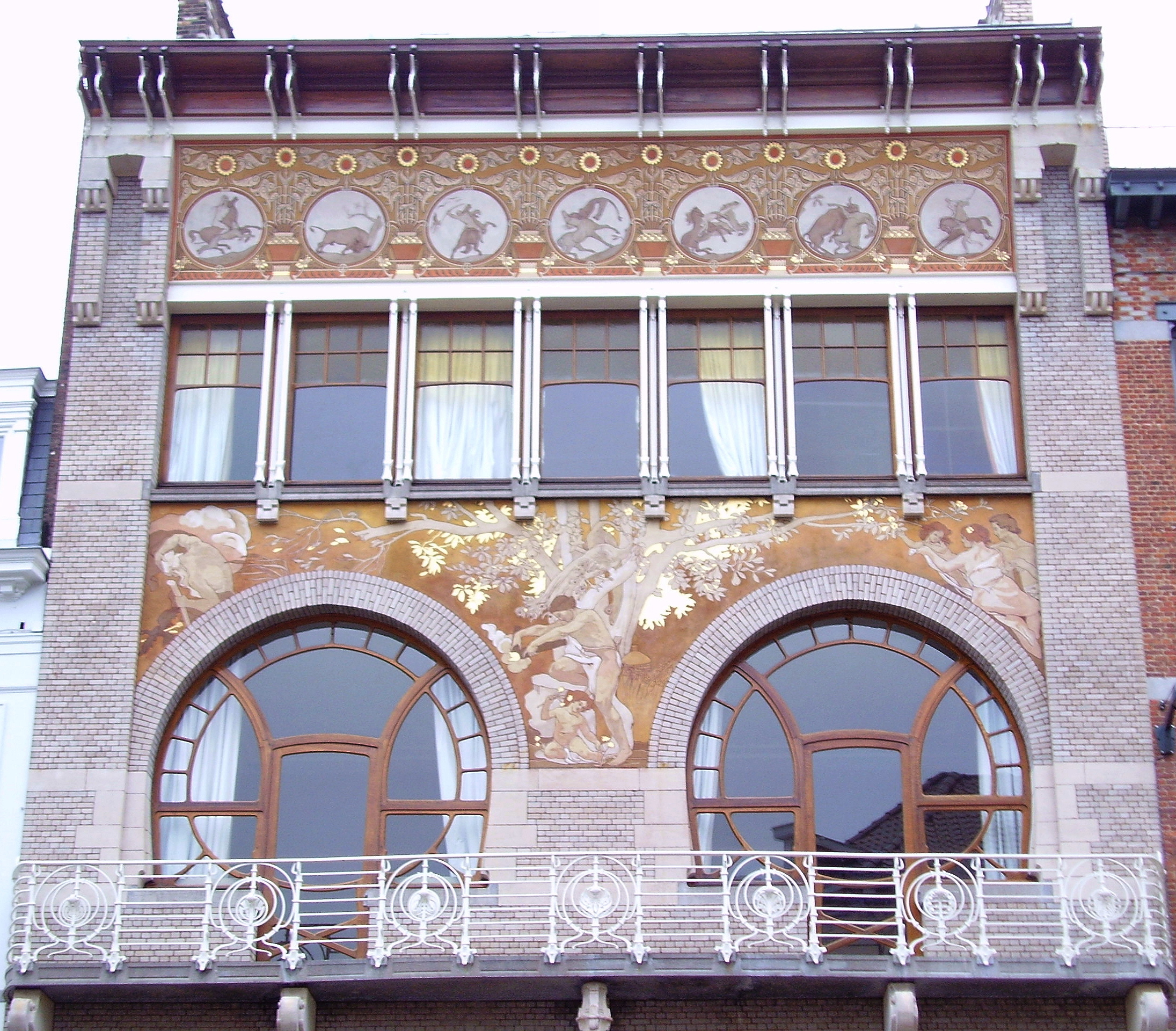
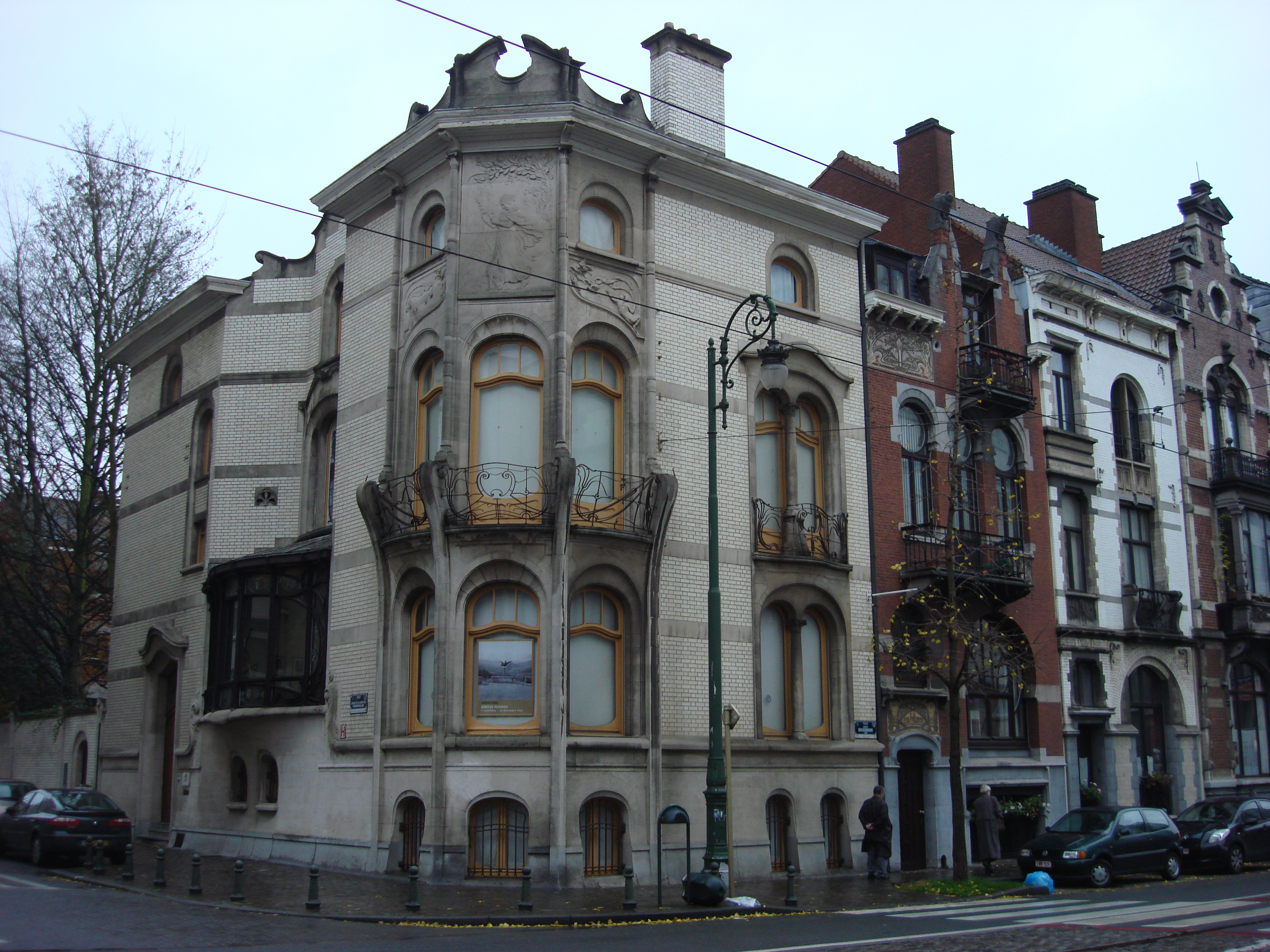
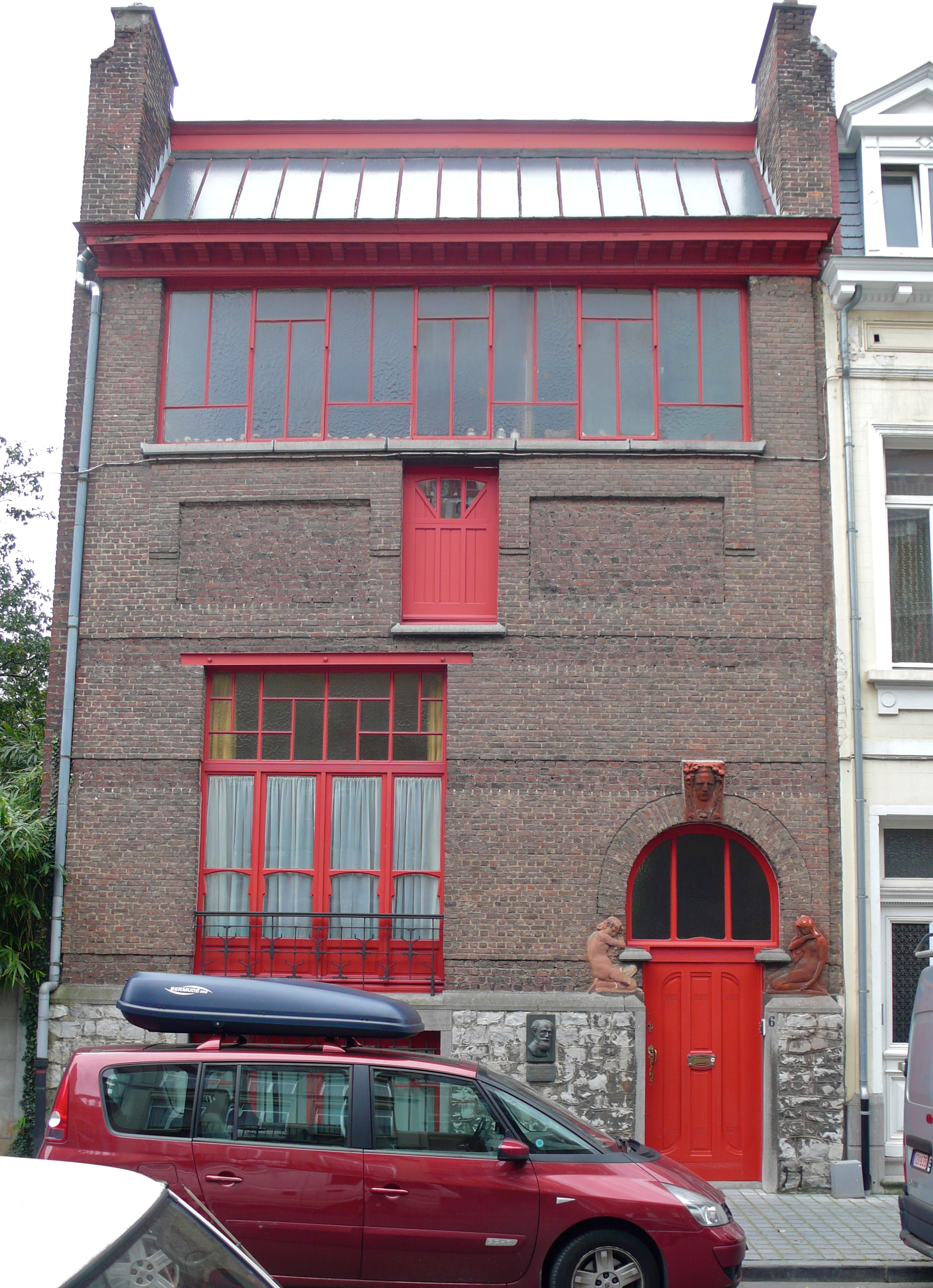

Бельгийское течение модерна возник в художественных кружках «Общество XX» (1884—1893) и «Свободная эстетика» (1894—1913). Активисты кружков пожелали отказаться от засилья ордерной архитектуры, и исторических стилей, раскрыть возможности новых строительных материалов и форм. Логично, что в Бельгии это движение получило название «новое искусство» (art nouveau — ар нуво). Теоретиком нового художественного направления стал Анри Клеменс ван де Велде (1863—1957). Он был практикующим архитектором, но выстроил немного сооружений. Поэтому в творческом наследии мастера на первые места вышли литературная и педагогическая деятельность, а также практика дизайнера интерьеров. Не меньшее значение имела архитектурная практика другого художника Виктора Орта (1861—1947). Выстроенный им в 1892−1893 годах особняк инженера Тасселя в Брюсселе пленил современников отказом от ордерной архитектуры, закругленным стеклянным эркером и асимметрией планировки, потому что Орта отверг условную красоту плана ради комфорта и удобства жилья. По сравнению с постройками эпохи классицизма (симметрия, красота плана, ориентация на итальянскую архитектуру с игнорированием других климатических условий Бельгии) это было революционным поступком.
Волнистые линии пленили Виктора Орта. В последующих своих главных постройках (дом Сольве, особняк ван Этвельде, а также собственный дом-мастерская Орта) он перенес эти природные линии и в металлические конструкции, и в камень, и в декор интерьеров, в стенопись. Но собственные, мощные ограничения вносило материальное размежевание общества. Орта трудился над созданием роскошных частных домов или уникальных, общественно значимых объектов, не вмешиваясь в рядовую застройку. Отсюда тяга к странным решениям, излишней декоративности, ограниченности использования решений художника. Архитекторы и теоретики этого периода пришли к осознанию стоимости не только уникальных сооружений и обслуживания спроса богачей, но и к стоимости рядовой застройки, к правам на комфортное жилье появившегося среднего класса, который начал влиять на общественную, экономическую, впоследствии и на политическую жизнь страны. Молодые архитекторы возрождали традиционные фламандские формы и использовали давно известный кирпич.

## Архитектура Бельгии в XX—XXI веке

### До Второй мировой войны

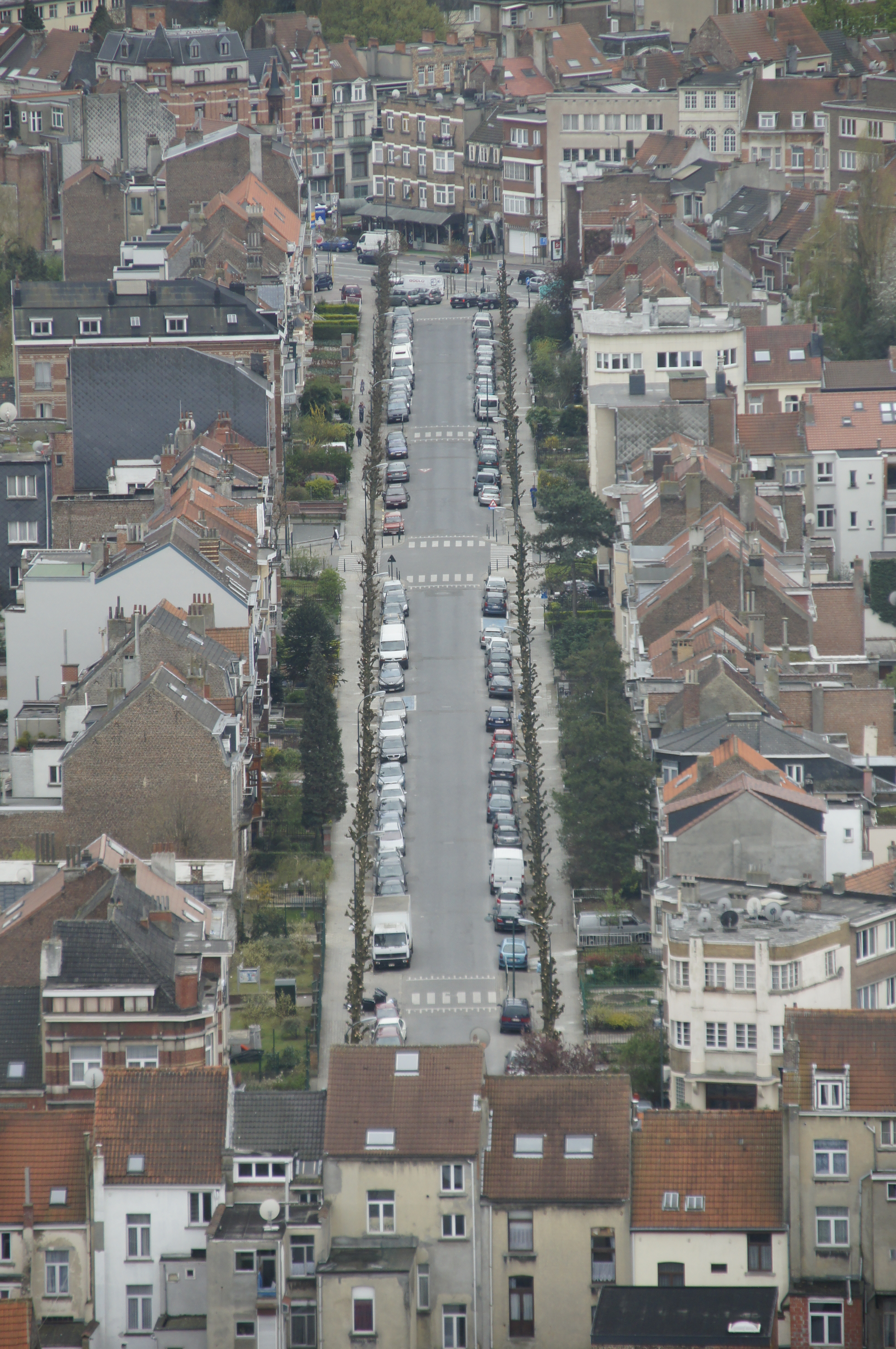
Рядовая застройка Брюсселя

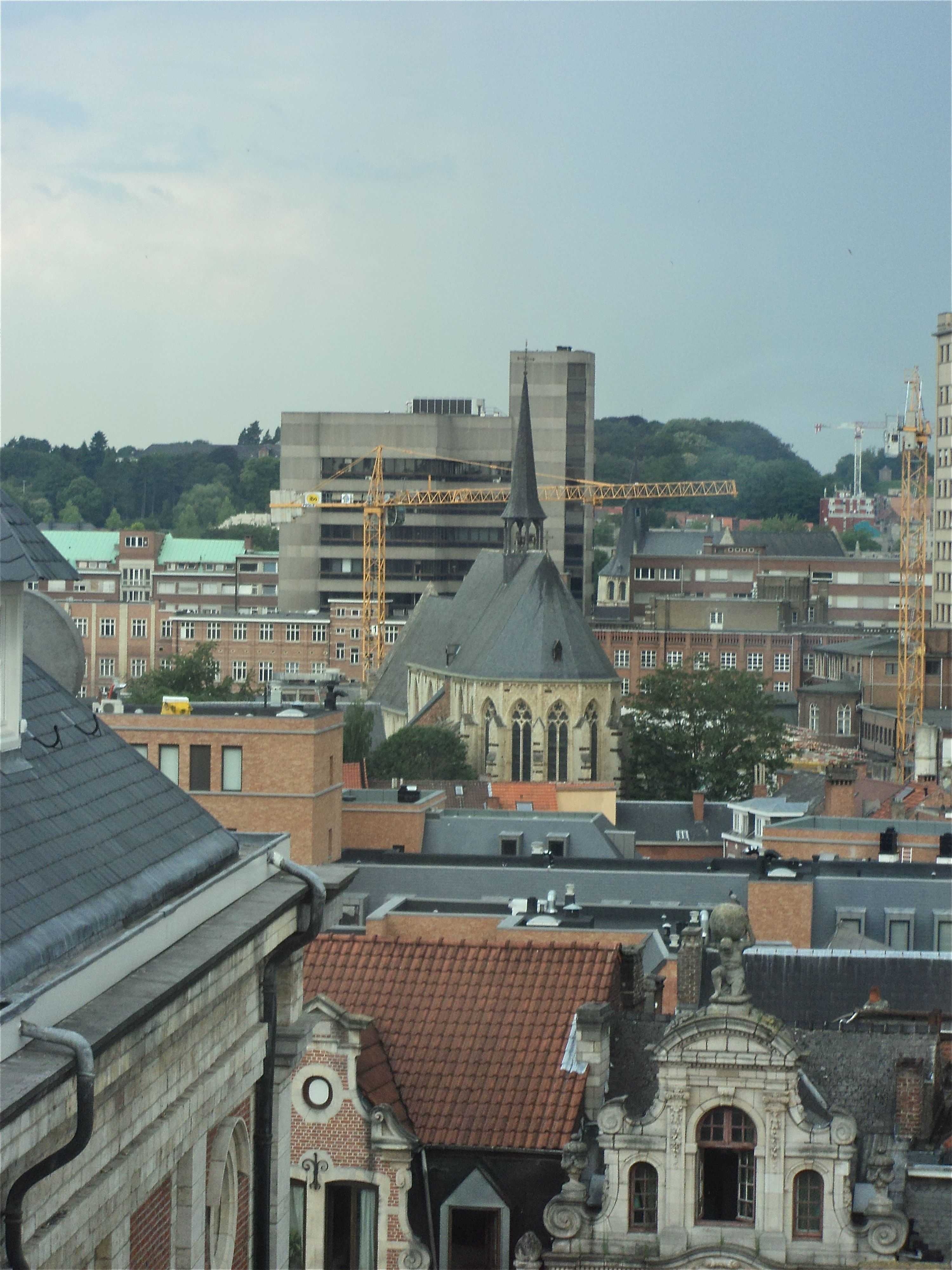
Университет в Левене, сооружения разных веков.
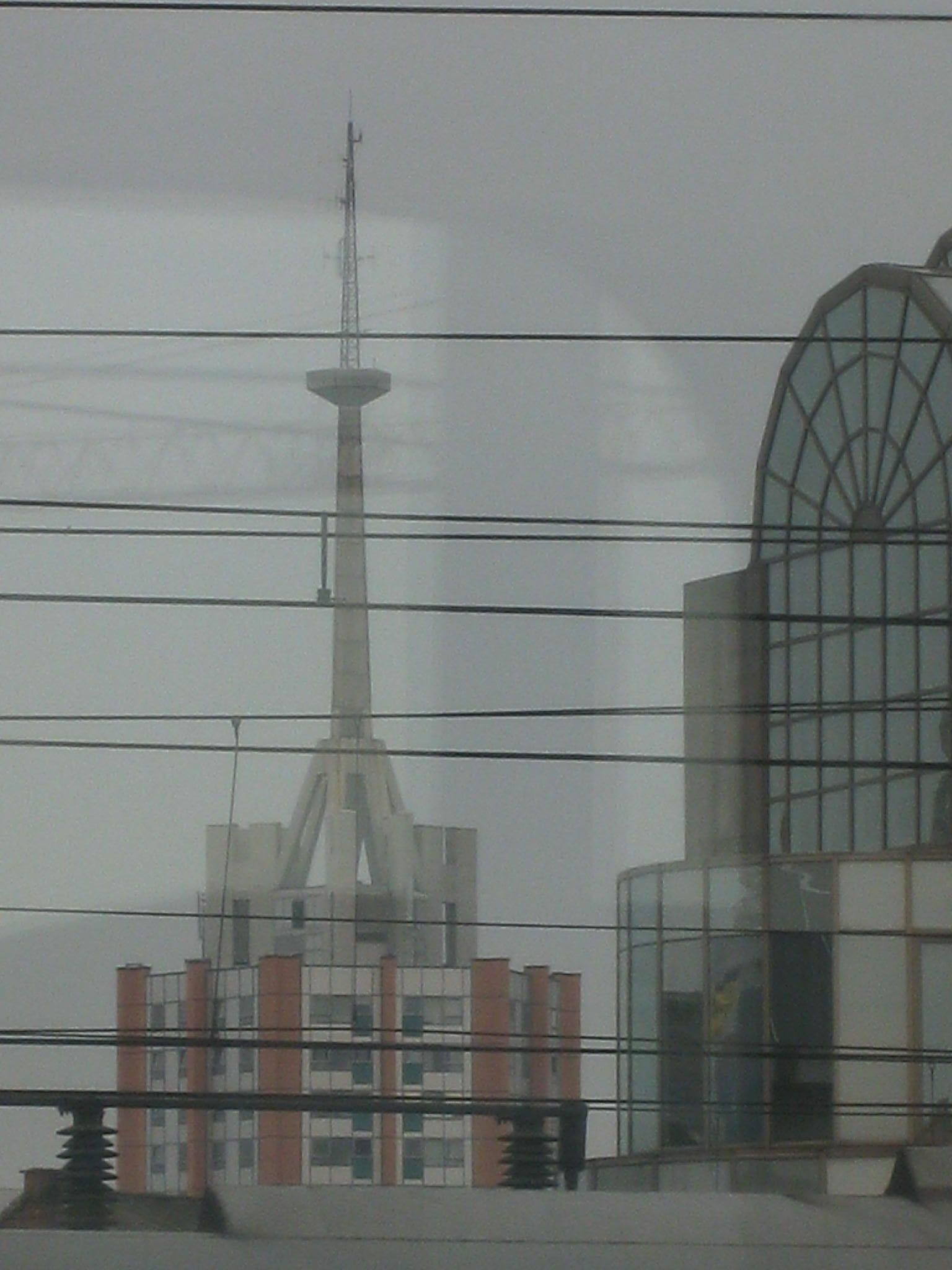
Башня Синт-Мартенсдал, Левен.
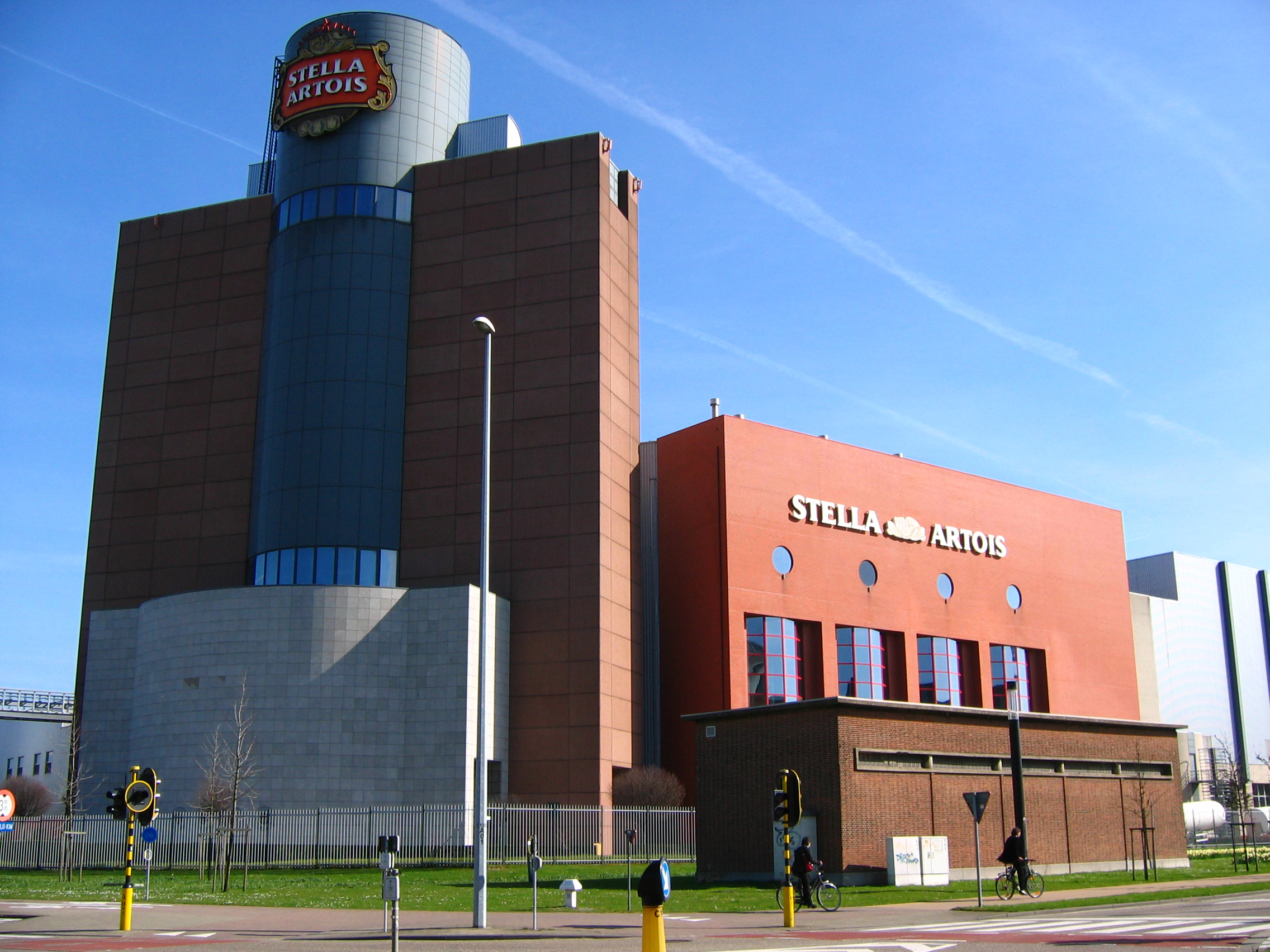
Пивоваренный завод «Stella Artois» (Стелла Артуа),
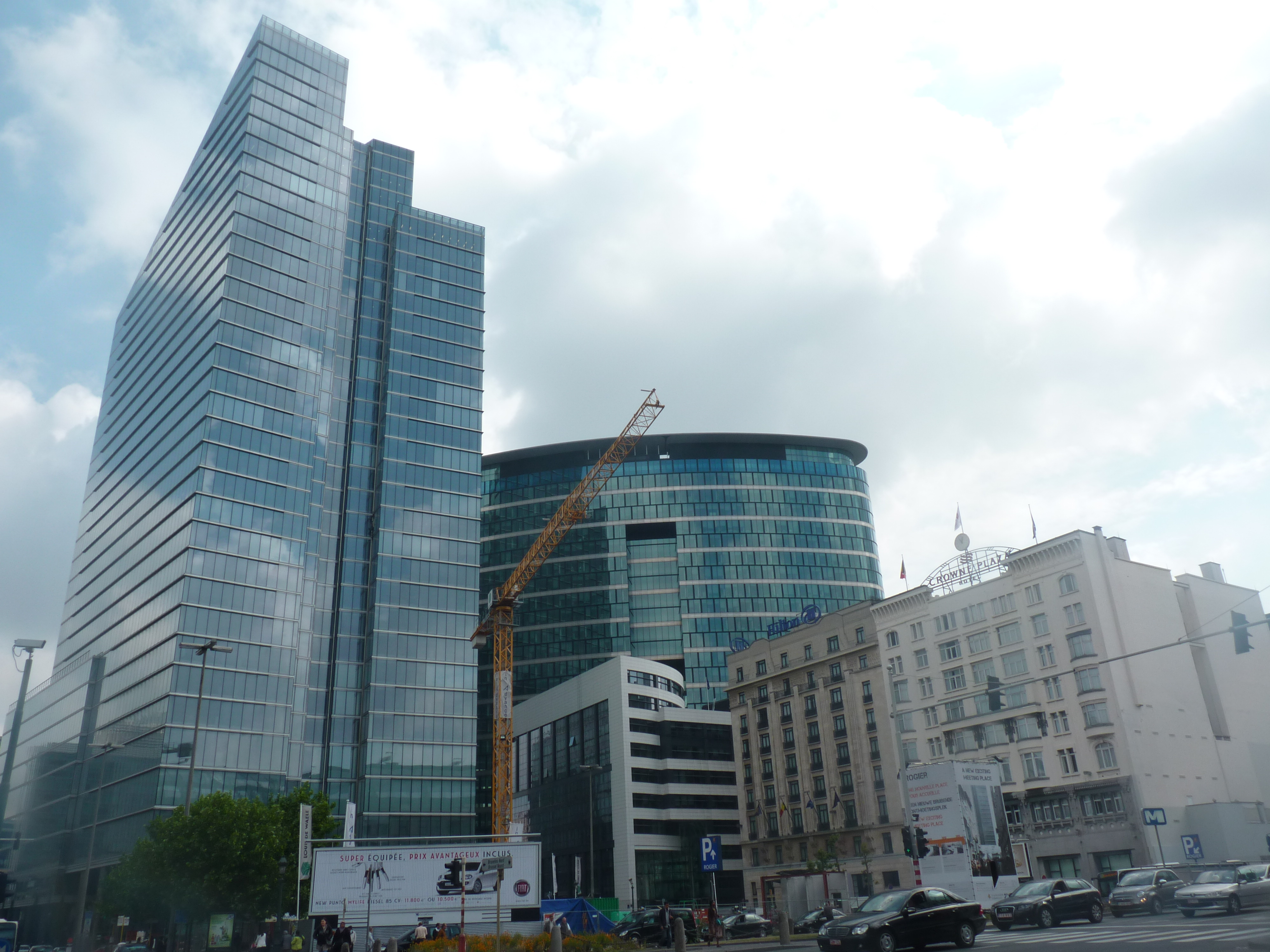
Place Charles Rogier
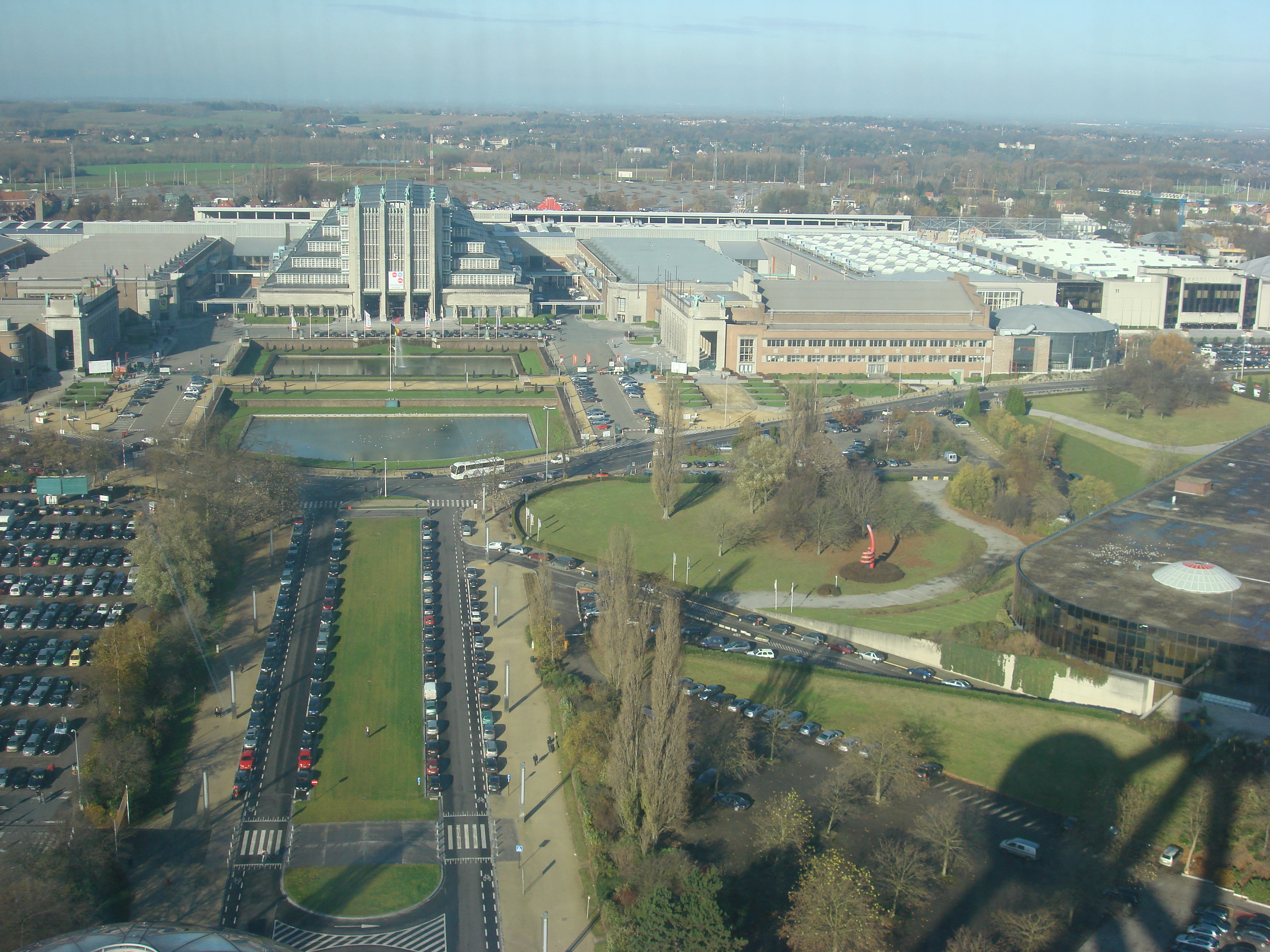
Национальный выставочный комплекс

Архитектура городов Бельгии была значительно разрушена в годы Первой мировой войны. В послевоенный период правительство поддержало не только архитектурных авангардистов, но и традиционалистов. Послевоенные сооружения восстанавливали на тех же местах, во многом по тем же традиционным чертежам, что воссоздавало средневековую планировку городов. Неотрадиционализм пользовался популярностью до конца 1920-х годов. Постепенно он переходил в эстетику ар-деко. В качестве примера можно привести работы Валентина Варвейка, такие как Дворец правосудия в Дендермонде. Самым заметным проявлением ар-деко стала Национальная Базилика Сакре-Кёр в брюссельской коммуне Кукельберг. Она является одним из самых больших зданий в этом стиле в мире.
Для решения жилищной проблемы было создано «Национальным обществом дешёвого жилья», основанного в 1920 году. Его основной деятельностью стало строительство пригородных районов. Ограниченность средств побудило бельгийских архитекторов к созданию типовых проектов, к стандартизации и механизации строительства. Это свойственно и двум лучшим посёлкам, реализованным на окраине Гента и Брюсселя. Посёлок Зелзате рядом с Гентом (архитектор — Хёйб Хосте) и «Современный город» (арх. Виктор Буржуа) в Брюсселе имеют свободную планировку. Жилые кварталы и тропы для пешеходов расположены среди растительности и огорожены деревьями от транспортных путей. Посёлки имеют собственные административные центры, сеть магазинов, площадки для детей, школы, зоны отдыха. Но возобновилось и строительство частных домов, вилл, буржуазных доходных домов.
Слишком большая цена на земельные участки, особенно в городах, стимулировала высотное строительство. В 1931 году в Антверпене выстроили первый в Бельгии высотный дом Торенгебау. Среди заметных сооружений эпохи — портовые сооружения и аэровокзал в Антверпене (арх. С. Ясински, фр.), судоходный канал Альберта (1930—1939 гг.) Противоречия архитектурной практики имели место и в сооружениях для Международной выставки 1935 года в Брюсселе (Дворец выставок (фр.), арх. Йозеф ван Нек, фр.)

### После Второй мировой войны
Бельгия в очередной раз пострадала от бомбардировок и немецко-фашистской оккупации в годы Второй мировой войны. В послевоенные годы градостроительную ситуацию начало контролировать правительство. Часть жилого ресурса была восстановлена, часть выстроена заново. Началось устранение трущоб (что фактически нередко приводило к уничтожению ценной исторической застройки), вывод промышленных предприятий за пределы городов. Исторические города сохраняли тесную застройку, но в сеть старых и узких домов позволили встраивать современные сооружения, которые значительно «выпадали» из исторического окружения из-за упрощённого декора, современных материалов, аскетизма фасадов. В Брюсселе это привело к фактическому градостроительному хаосу, получившему нарицательное название «брюсселизация».
Для решения транспортных проблем в Брюсселе, в городе перед Всемирной выставкой создали сеть тоннелей и виадуков. Подземным путём соединили город и аэропорт в Завентеме (арх. Бренфо и др.), что стал одним из крупнейших в Западной Европе.